# Schloss Chenonceau

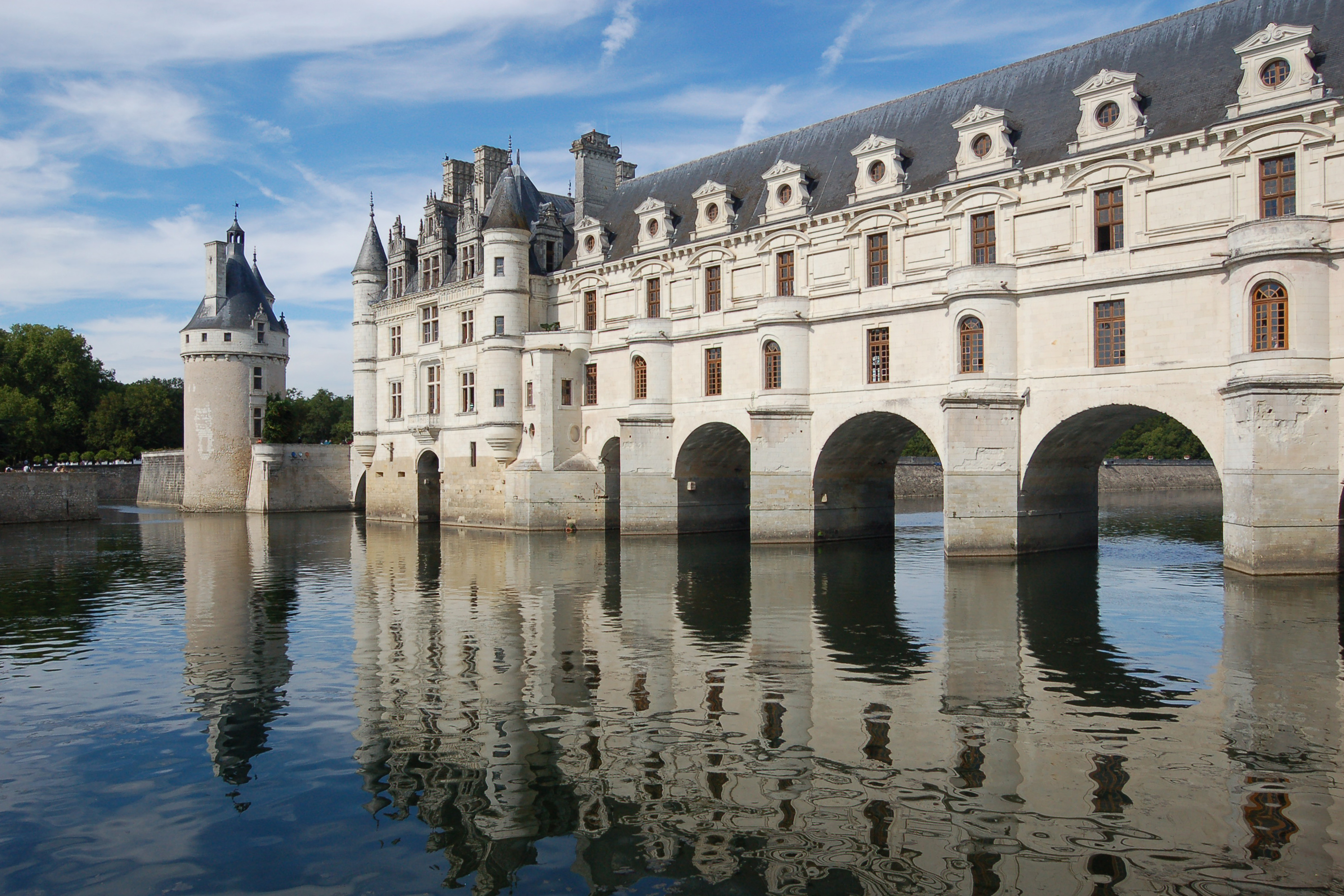
Schloss Chenonceau von Süden gesehen

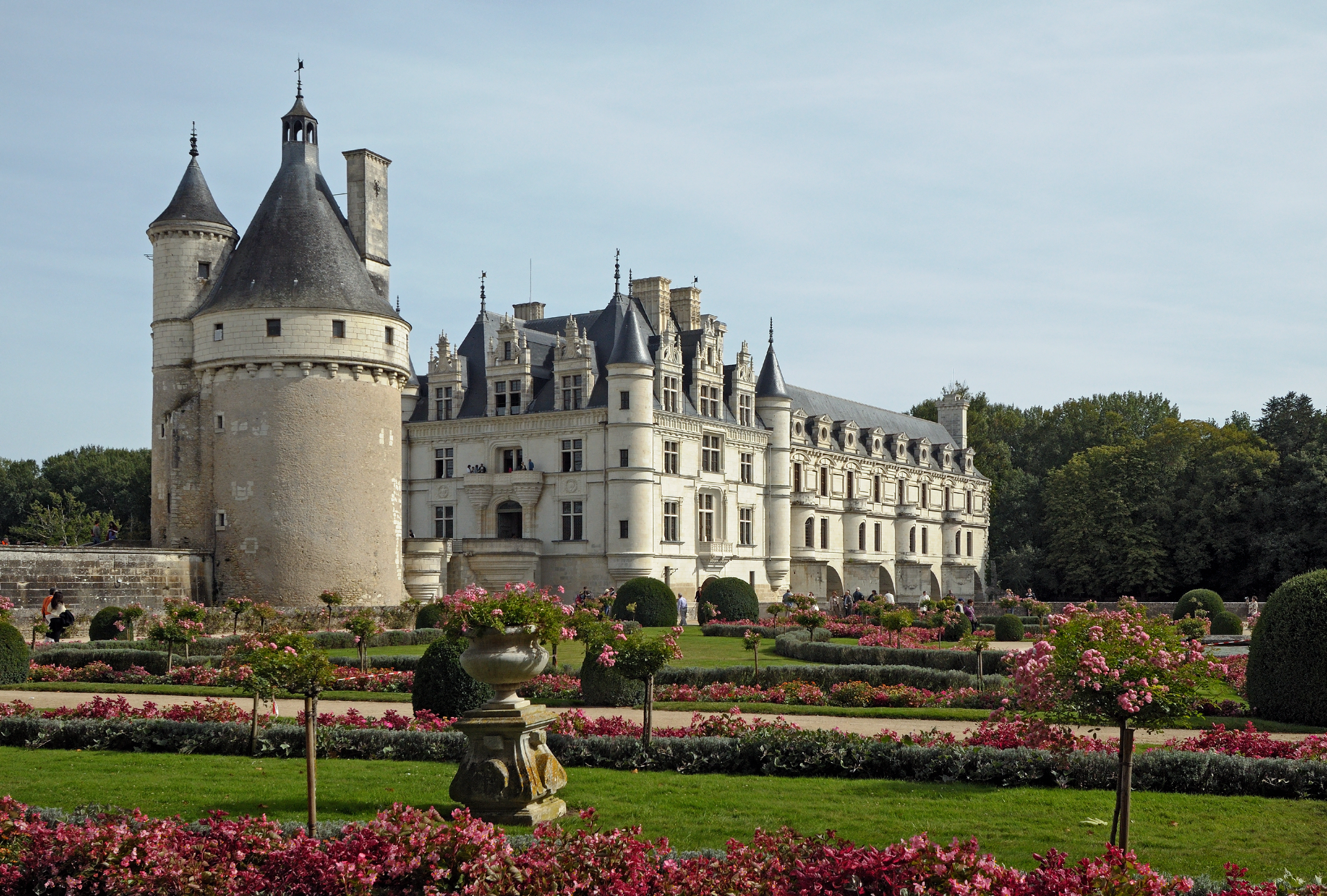
Blick auf das Schloss vom Garten Katharinas von Medici

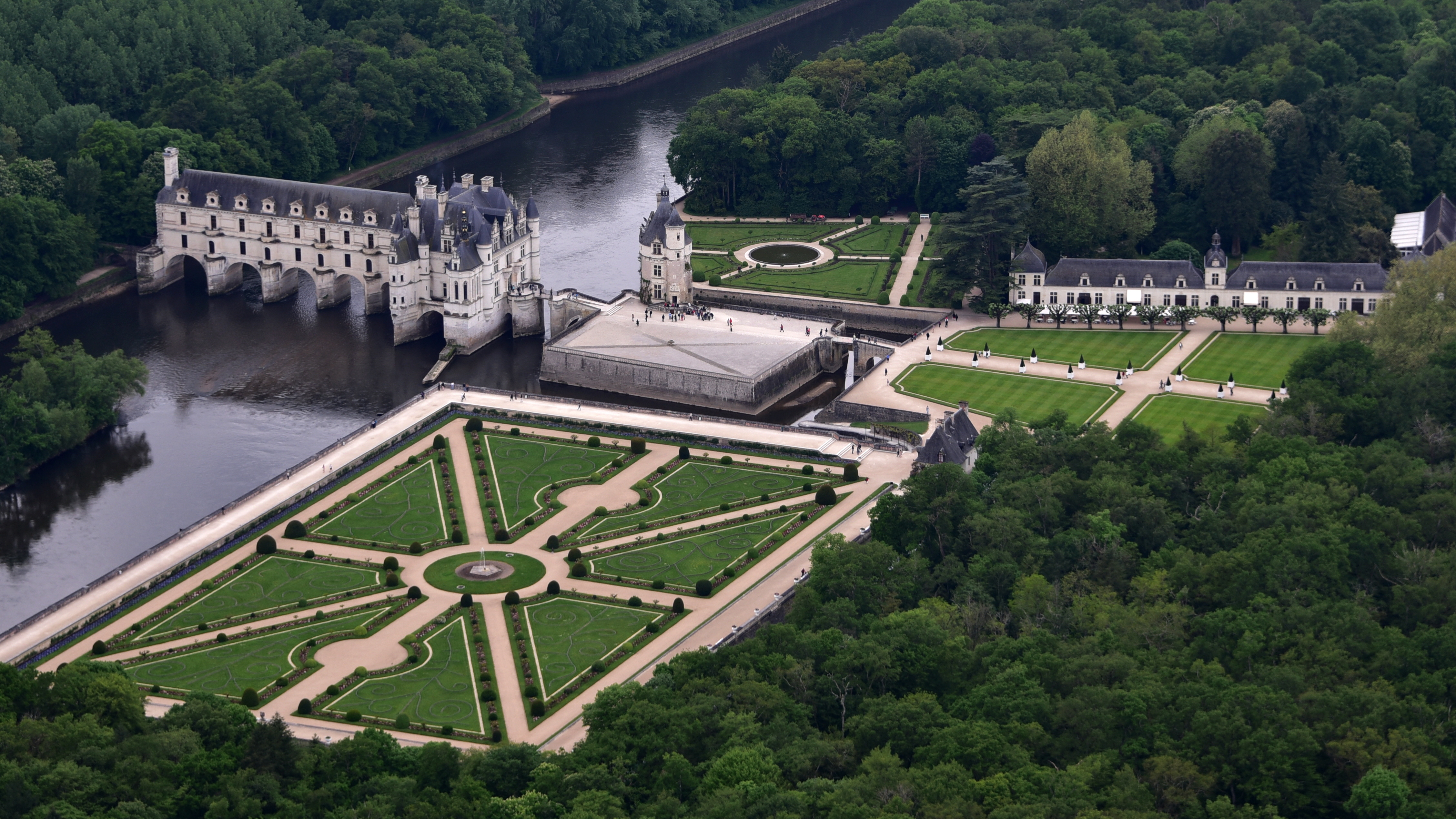
Luftbild der Schlossanlage

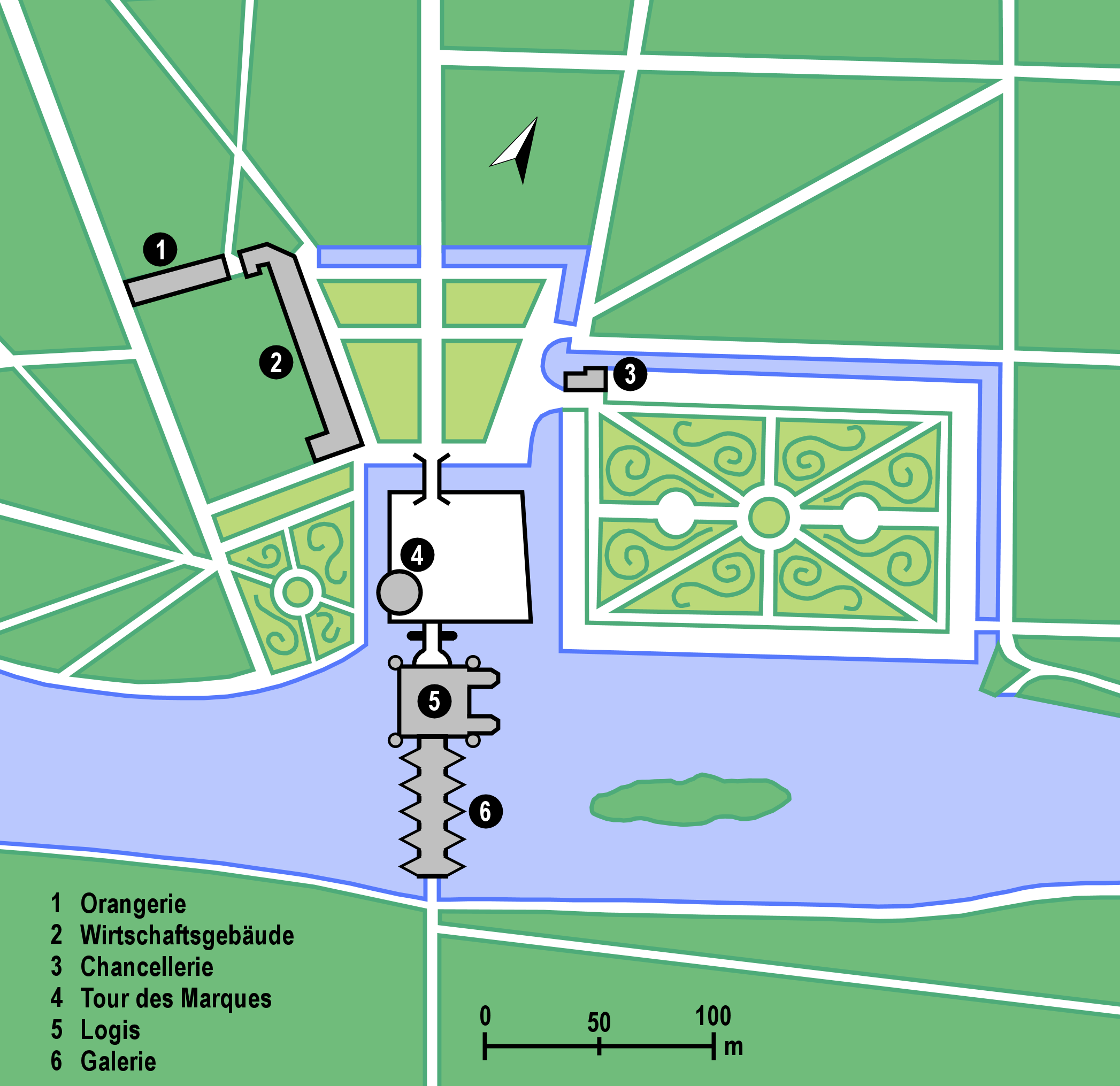
Übersichtsplan

Schloss Chenonceau (französisch Château de Chenonceau) ist ein Wasserschloss im französischen Ort Chenonceaux im Département Indre-et-Loire in der Region Centre-Val de Loire. Sein Hauptgebäude steht – von Wasser umgeben – am nördlichen Ufer des Flusses Cher, während die später errichtete Galerie die Cher überbrückt. Etwa zwölf Kilometer südlich der Loire bei Amboise in der Mitte der Touraine gelegen, gehört Chenonceau zu den Schlössern der Loire. Neben  Schloss Montsoreau in der Loire ist es das einzige,  das direkt in einem Flussbett gebaut wurde.
Alljährlich besuchen rund 800.000 Touristen die Anlage und machen damit Chenonceau nach Versailles zum meistbesuchten Schloss Frankreichs. Das „eleganteste, feinste und originellste der Loire-Schlösser“ wird auch das Schloss der Damen (französisch Château des Dames) genannt, denn es waren fast immer Frauen, die seine Geschichte bestimmten.
Seine Wurzeln liegen in einem befestigten Anwesen mit dazugehöriger Wassermühle, das über die Familie Bohier in der ersten Hälfte des 16. Jahrhunderts in den Besitz der französischen Krone kam. Diane de Poitiers prägte das Aussehen des Schlosses durch Erweiterungen ebenso, wie es ihre Nachfolgerin Katharina von Medici tat, der die Anlage ihre berühmte Galerie zu verdanken hat.
Nachdem die Gebäude seit Ende des 17. Jahrhunderts verlassen und nicht mehr bewohnt waren, wurde das Schloss 1733 von dem reichen Steuerpächter Claude Dupin gekauft. Seine Frau Louise erfüllte es danach wieder mit Leben. Die Tochter des reichen Bankiers Samuel Bernard und Enkelin eines Mitglieds der Comédie-Française unterhielt einen Salon auf Chenonceau und machte es so zum Treffpunkt von bekannten Literaten und geistig interessierten Mitgliedern der gesellschaftlichen Oberschicht. Die Nachfahren der Dupins veräußerten Chenonceau 1864 an den wohlhabenden Chemiker Théophile-Jules Pelouze, dessen Frau Marguerite das gesamte Familienvermögen einsetzte, um die Schlossgebäude zu restaurieren. Ihre Anstrengungen werden seit 1951 durch die neuen Inhaber fortgesetzt, die Familie des Schokoladenfabrikanten Menier.
Das Schloss besteht aus einem nahezu quadratischen Wohngebäude, dem sich südlich eine Galerie anschließt. Die beiden Gebäude stehen im Wasser des Cher. Nördlich davon steht der ehemalige Bergfried der Vorgängeranlage – Tour des Marques genannt – auf einer von Wassergräben umgebenen Insel, die im Osten und Westen von zwei Renaissancegärten flankiert wird. Außerdem gehören ein ehemaliges landwirtschaftliches Gut, eine Orangerie sowie ein Kanzleigebäude – die Chancellerie – und ein ehemaliger Wirtschaftstrakt zur Schlossanlage. Sie liegen alle nördlich des Hauptgebäudes. Dieses wurde bereits 1840 mitsamt der Galerie unter Denkmalschutz gestellt. Die Gärten und der Park folgten im November 1962.

## Geschichte
Die beinahe 800 Jahre alte Geschichte Chenonceaus wurde fast immer von Frauen geprägt, auf deren Geheiß das Schloss zu seiner heutigen Erscheinung ausgebaut wurde. Frauen machten es zum Mittelpunkt ausschweifender Festivitäten des französischen Königshofs und zeitweilig zu einem Treffpunkt illustrer Gäste aus Kunst und Kultur.

### Bewohner und Besitzer

#### Burg und Schloss in Privatbesitz
Chenonceau wurde im 13. Jahrhundert erstmals schriftlich erwähnt. Ein dort existierender Mühlengrund war seit den 1230er Jahren im Besitz der Herren von Marques. Ende des 15. Jahrhunderts kam die Familie in finanzielle Schwierigkeiten, sodass ihr Oberhaupt, Pierre de Marques, ab 1496 gezwungen war, nach und nach Ländereien aus dem Familienbesitz zu veräußern. Käufer war jedes Mal der gleiche Mann: Thomas Bohier. Doch die Verkäufe konnten die Geldprobleme der Familie Marques nicht beheben. 1512 wurde der Restbesitz – bestehend aus einem befestigten Burghaus samt einer dazugehörigen Mühle im Cher sowie etwas Land – zur Versteigerung ausgeschrieben, und wieder war es Thomas Bohier – mittlerweile Eigentümer aller sonstigen Chenonceau umgebenden Ländereien – der den Marqueser Besitz erwarb. Gegen eine letzte Zahlung von 12.500 Livres wurde er am 8. Februar 1513 auch Eigentümer der Burg und der dazugehörigen Mühle.
Bohier hatte unter Karl VIII. und Ludwig XII. Karriere am französischen Königshof gemacht und bekleidete während der Regierung von Franz I. zuerst das Amt des Generalsteuereinnehmers in der Normandie, anschließend das eines königlichen Finanzsekretärs. Vom König in den Adelsstand erhoben, begleitete Bohier ihn auf seinen Italienfeldzügen, sodass er in Chenonceaux während seiner Abwesenheit von seiner Frau Katherine Briçonnet vertreten wurde, die entscheidenden Einfluss auf die architektonische Gestaltung der Wasserburg und ihren Aufbau nahm. Sie war die Nichte des einflussreichen Finanziers Jacques de Beaune-Semblançay.

#### Eigentum der Königsfamilie

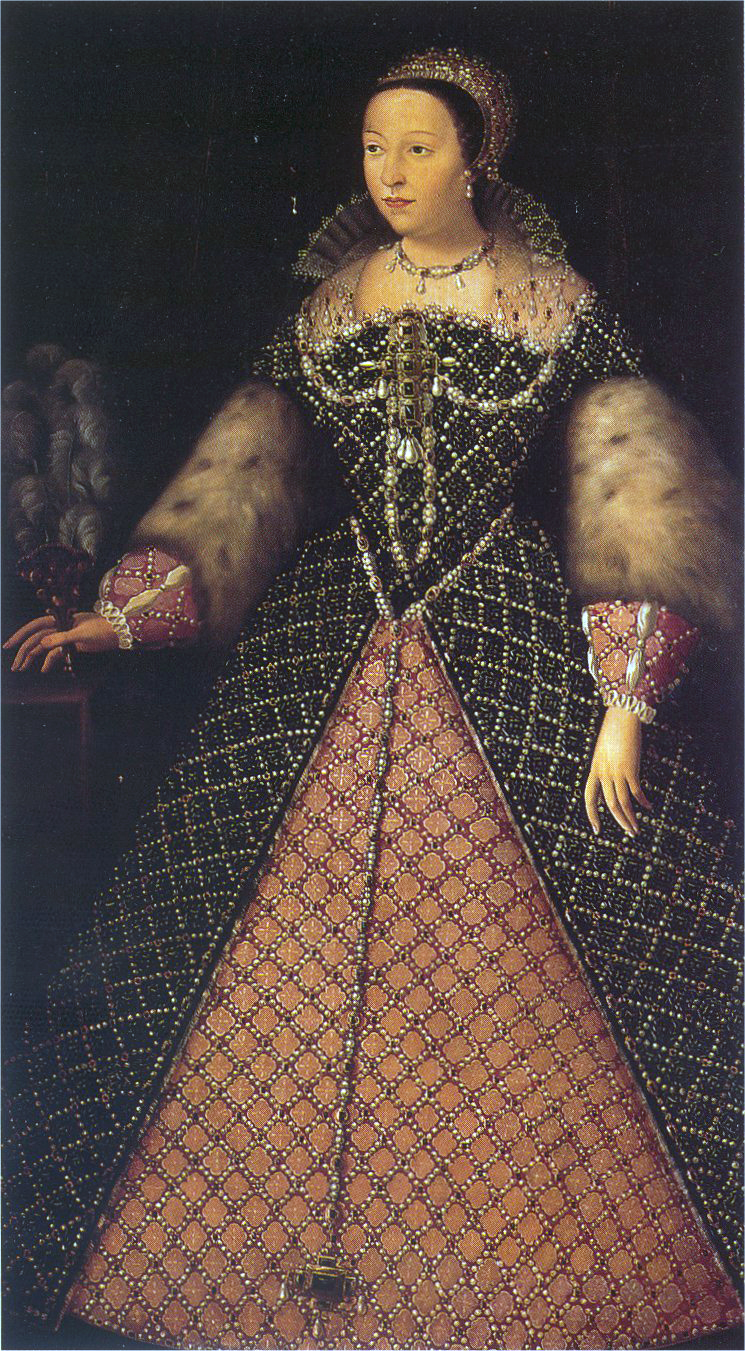
Katharina von Medici ließ die heute so berühmte Galerie errichten. Das Bild zeigt die Kopie eines in den Uffizien befindlichen Originals von etwa 1548 im Schloss Chaumont.

Franz I. veranlasste nach dem Tod Thomas Bohiers 1524 eine Finanzprüfung, um dessen Amtsführung nachträglich zu kontrollieren. Dabei traten Unregelmäßigkeiten zutage, die Bohier angelastet wurden. Laut dem Untersuchungsergebnis hatte er Geld veruntreut. Obwohl ihm dies nie zweifelsfrei nachgewiesen werden konnte, machte der König gegenüber Thomas’ Sohn Antoine Forderungen in Höhe von 190.000 Livres tournois geltend. Um diese Forderung begleichen zu können, überließ Antoine der Krone im Mai 1535 Chenonceau, das Franz I. anschließend als Jagdschloss nutzte. Der Connétable Anne de Montmorency bezog im Namen des Königs Quartier im Schloss. Als offizieller Grund für dessen Abtretung wurde jedoch angegeben, Antoine habe dem König gefällig sein wollen.
Als Heinrich II. 1547 den französischen Thron bestieg, schenkte er das Schloss seiner Mätresse Diane de Poitiers, die er 1548 zur Herzogin von Valentinois erhob. Sie ließ zahlreiche Veränderungen am Schloss vornehmen und machte sich ihre guten Beziehungen zum Königshof zunutze, um Chenonceau nicht nur als Geschenk zu besitzen, sondern es auf offiziellem Weg zu erwerben. Dazu ließ Diane den Vertrag, mit dem Antoine Bohier das Schloss an die Krone abgetreten hatte, annullieren, sodass er wieder Eigentümer der Anlage wurde. Allerdings war er damit auch wieder Schuldner der Krone, sodass das Schloss beschlagnahmt und mittels Versteigerung zum Kauf angeboten wurde. Den Zuschlag bekam erwartungsgemäß Diane de Poitiers, die auf diesem Weg das Anwesen im Jahr 1555 offiziell mit eigenem Geld erwarb.
Nach dem Tod Heinrichs II. wurde seine Witwe Katharina von Medici Regentin für ihren gesundheitlich angeschlagenen Sohn Franz II. Schon lange wollte sie Chenonceau für sich besitzen und nutzte ihre neu gewonnene Macht, um die verhasste Konkurrentin aus dem Schloss zu vertreiben. Sie zwang Diane, es gegen Schloss Chaumont einzutauschen. Katharina gab in Chenonceau rauschende Feste zu Ehren ihrer Söhne und Schwiegertöchter, die oft mehrere Tage dauerten und nicht selten den Charakter ausschweifender Orgien besaßen. Anlässlich der Thronbesteigung von Franz II. fand auf Schloss Chenonceau unter der Regie Katharinas das erste königliche Feuerwerk Frankreichs statt. Außerdem initiierte sie den Bau der großen Galerie und ließ – ebenso wie ihre Vorgängerin – einen Garten anlegen.
Katharina von Medici vermachte das von ihr so geliebte Schloss ihrer Schwiegertochter Louise de Lorraine-Vaudémont, der Frau Heinrichs III. von Frankreich. Nach dessen Ermordung im August 1589 trug diese gemäß der höfischen Sitte nur noch weiße Trauerkleidung, was ihr den Beinamen Die weiße Königin einbrachte. Acht Jahre lebte sie vollkommen zurückgezogen auf Chenonceau. Als Ausdruck ihrer Trauer ließ sie ihr Zimmer mit einer schwarzen Täfelung verkleiden, die Bezüge ihrer Möbel schwarz gestalten und verbrachte ihre Zeit mit Beten, Sticken und Lesen. Für ihr Seelenheil waren Kapuzinerinnen zuständig, die in einer klosterähnlichen Gemeinschaft im Dachgeschoss des Schlosses lebten. Finanzielle Schwierigkeiten zwangen Louise de Lorraine dazu, Chenonceau 1597 zu verlassen und in das Schloss von Moulins umzuziehen. Ein Vertrag vom 24. Dezember des gleichen Jahres setzte Gabrielle d’Estrées, die Mätresse Heinrichs IV., in alle Rechte und Pflichten als Louises Nachfolgerin ein. Gabrielle hatte das Schloss erstmals in jenem Jahr bei einem gemeinsamen Besuch mit ihrem König kennengelernt. Ihr Sohn César de Vendôme wurde schon im Kindesalter mit Louises Nichte Françoise de Lorraine-Mercœur verlobt, und die Königswitwe überließ Louise und deren zukünftigem Ehemann Schloss Chenonceau 1601 als Hochzeitsgeschenk.

#### Ungenutzt und vernachlässigt
Da die beiden Verlobten noch zu jung waren, um ihre Rechte selbst auszuüben, blieb Chenonceau weiterhin unter der Obhut von Césars Mutter Gabrielle d’Estrées. Doch weder sie noch ihr Sohn und seine spätere Frau nutzten es als Wohnsitz. César de Vendôme wurde 1624 durch seine Frau offiziell Eigentümer des Anwesens, doch er bevorzugte Schloss Anet als Aufenthaltsort und überließ die Verwaltung Chenonceaus samt der dazugehörigen Ländereien seiner Frau. Doch auch sie nutzte es nicht als Wohnsitz, es blieb jahrelang verlassen. Auf César folgte dessen Sohn Louis als Schlossherr, dessen Nachfolge ab 1669 Louis II. Joseph de Bourbon und sein Bruder Philippe antraten. Unter ihrer Ägide wurden viele Stücke der wertvollen Inneneinrichtung sowie Kunstgegenstände und Bücher, die Katharina von Medici und Louise de Lorraine-Vaudémont angesammelt hatten, entweder in andere, bevorzugte Residenzen gebracht (zum Beispiel Schloss Anet) oder an Ludwig XIV. verkauft und verschenkt. So kamen beispielsweise die Statuen aus den Nischen der Galerie nach Versailles.
Nach dem Tod Louis Josephs erbte seine Frau Marie-Anne de Bourbon-Condé den Besitz, die ihn bei ihrem Ableben 1718 ihrer Mutter Anna Henriette von Pfalz-Simmern, Fürstin von Condé, hinterließ. Diese verkaufte das Schloss 1720 an den Herzog von Bourbon, Louis IV. Henri.

#### Eine zweite Blütezeit

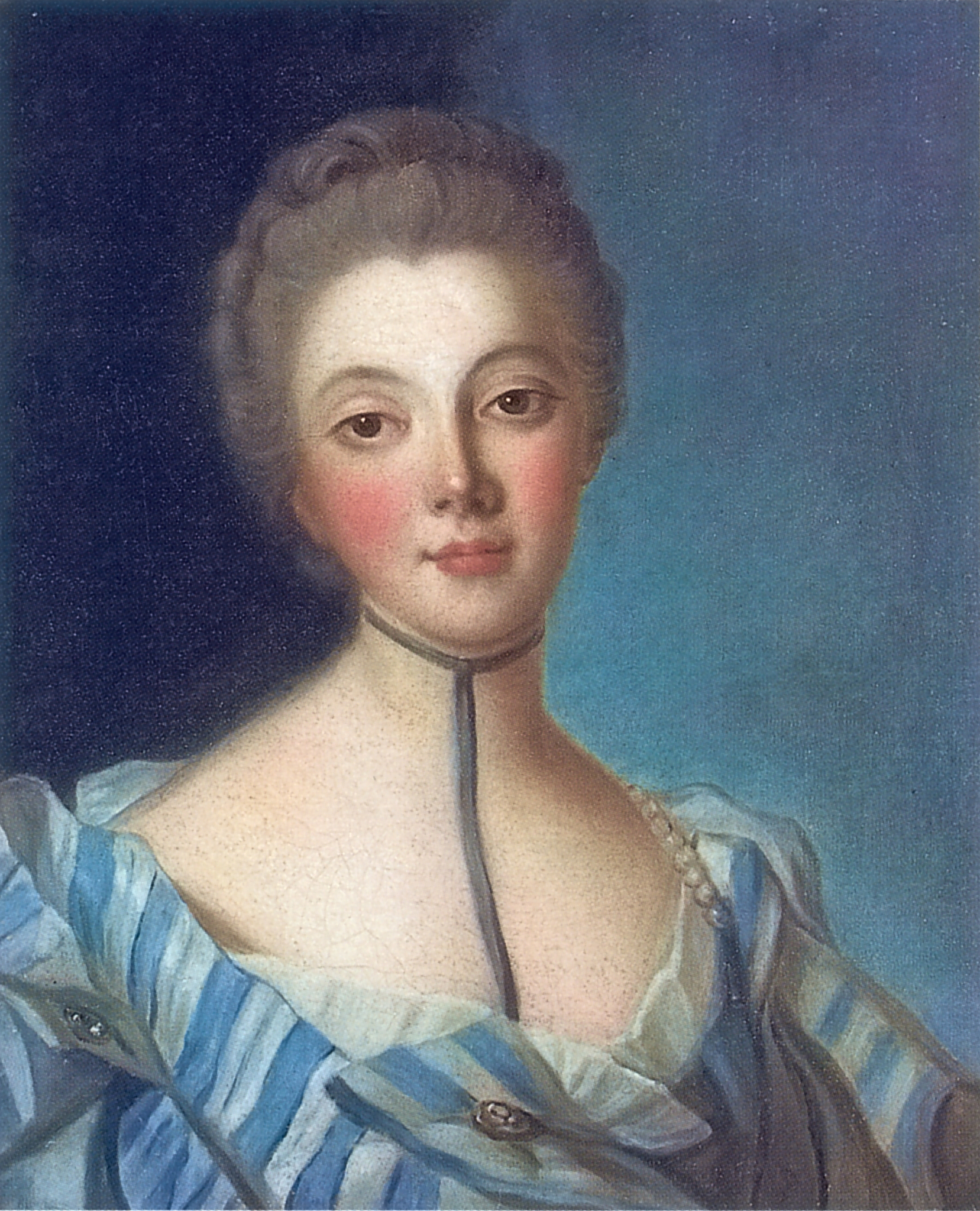
Jean-Marc Nattier: Louise Dupin (Porträt im Schloss Chenonceau, vermutlich nach 1733)

1733 erwarb Claude Dupin, seines Zeichens Steuerpächter und später Verwalter der königlichen Krongüter, das recht heruntergekommene Schloss. Seine zweite Frau Louise belebte es anschließend neu, indem sie dort philosophische und literarische Salons veranstaltete und Chenonceau zum Treffpunkt der berühmtesten Literaten und Philosophen ihrer Zeit machte. Zu Gast waren dort zum Beispiel Voltaire, Montesquieu, Buffon und Madame de Deffand sowie Fontenelle, Marivaux und Madame de Tencin. Seit 1747, möglicherweise sogar schon ab 1740, beschäftigte Madame Dupin einen jungen Mann als Sekretär und Erzieher für ihren Sohn, der später europaweit von sich reden machen sollte: Jean-Jacques Rousseau.
Louise Dupin starb 1799 und wurde im Park von Chenonceau am Südufer des Cher begraben. Ihrem Ansehen und ihrer Beliebtheit bei der Bevölkerung war es zu verdanken, dass das Schloss die Französische Revolution unbeschadet überstand und nicht von Revolutionären geplündert oder beschädigt wurde. Die unterschiedliche Schreibweise des Schlossnamens (Chenonceau) und des Ortes (Chenonceaux) geht angeblich auf sie zurück. Durch Weglassen des X – ein Zeichen königlichen Besitzes – beim Namen des Schlosses soll sie während der Französischen Revolution ihre Verbundenheit mit dem republikanischen Gedanken zum Ausdruck gebracht haben. Zwar ist dieser Zusammenhang nicht belegt, gleichwohl war es aber Louise Dupin, die als Erste in Schriftstücken den Schlossnamen ohne ein X am Ende schrieb. Das Schloss hinterließ sie ihrem Großneffen, einem Grafen von Villeneuve, nach dessen Tod 1863 seine Erben Chenonceau 1864 an Théophile Pelouze veräußerten.

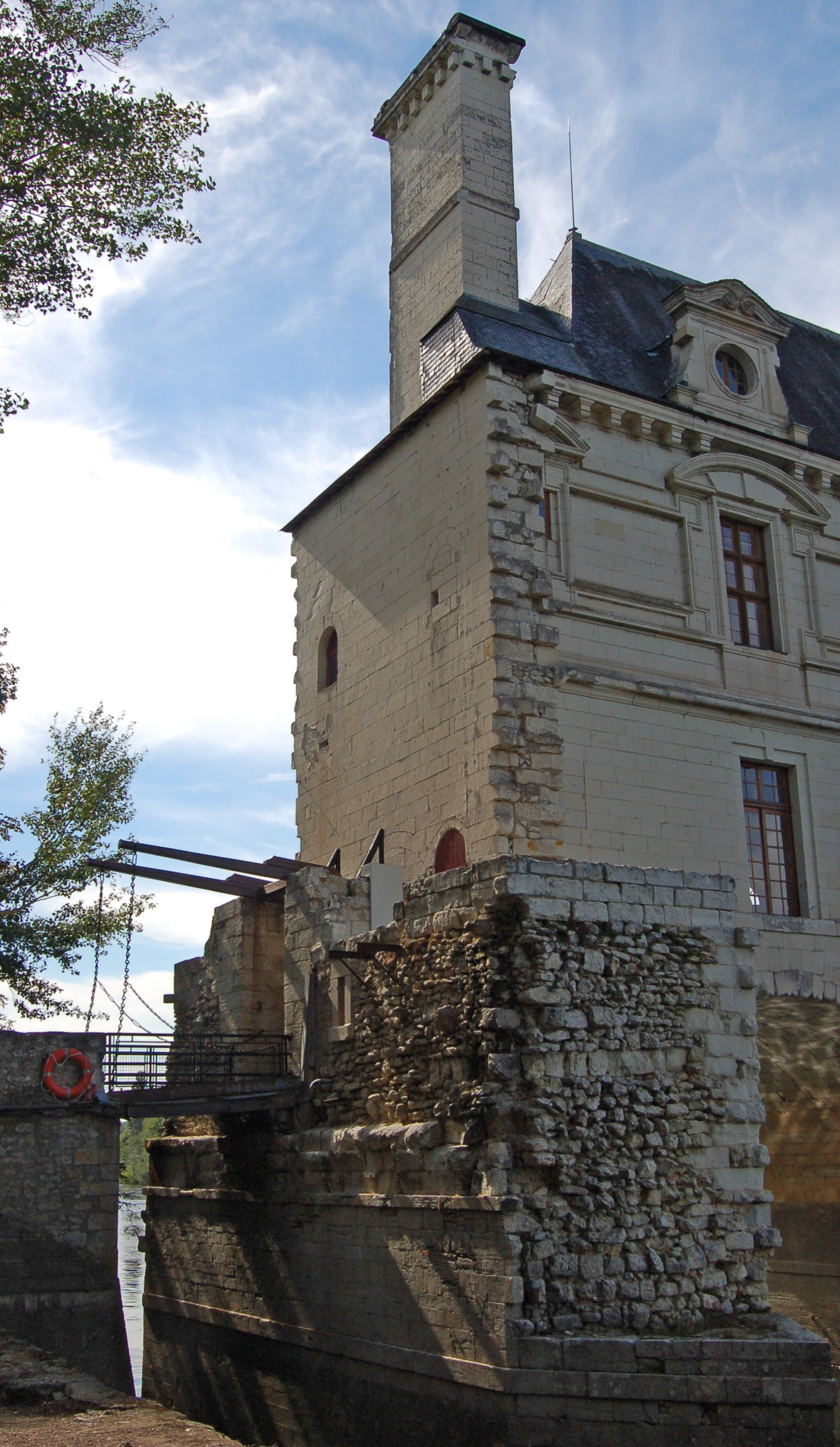
Über den Südausgang flohen viele Franzosen während der Besatzungszeit in die „freie Zone“

#### 19. und 20. Jahrhundert
Pelouzes Frau Marguerite machte es zu ihrer Lebensaufgabe, das Schloss unter hohem finanziellem Aufwand zu restaurieren, und knüpfte an die alte Tradition der pompösen Feste im Schloss an. So bot sie zum Beispiel dem französischen Präsidenten Jules Grévy, dem Schwiegervater ihres Bruders, ein venezianisches Fest mit Gondeln auf dem Cher, die sie eigens aus Venedig hatte kommen lassen. Der Erhalt und die Wiederherstellung der Anlage im Zustand des 16. Jahrhunderts verschlang Marguerite Pelouzes gesamtes Vermögen. 1888 war sie vollkommen überschuldet und musste Chenonceau an ihre Bank abtreten. Diese ließ es 1913 versteigern. Käufer war der Schokoladenfabrikant Henri Menier, dessen Familie heute noch Eigentümerin ist. Während des Ersten Weltkriegs diente die Galerie als Lazarett.
Von 1940 bis 1942 bestand im Schloss die kuriose Situation, dass die Demarkationslinie zwischen Vichy-Frankreich, der sogenannten „freien Zone“ (französisch „zone libre“), und dem von deutschen Truppen besetzten nördlichen Teil des Landes entlang des Cher und deshalb quer durch das Gebäude verlief. Während der Haupteingang also auf besetztem Gebiet stand, lag der Südausgang der Galerie im freien Teil, sodass das Schloss einen häufig genutzten Fluchtweg darstellte.
Das Absinken des Wasserstandes des Cher durch anhaltende Trockenheit auf 0,30 Meter im April 2019 (gegenüber von 1,20 Meter sonst um diese Jahreszeit) bedroht die Holzpfähle durch Sauerstoffzutritt. Mit einer Sondergenehmigung ordnete die Präfektur daher die Öffnung eines 1,5 Kilometer flussaufwärts gelegenen Nadelwehrs an, um den Wasserspiegel anzuheben.

### Baugeschichte

#### Die Anfänge
Funde von behauenen Feuersteinen lassen darauf schließen, dass die Ufer des Cher schon in prähistorischer Zeit besiedelt waren, aber erst für die erste Hälfte des 13. Jahrhunderts liegen Erkenntnisses über das Aussehen des damaligen Chenonceau vor. Die mittelalterliche Burg der Familie Marques war eine rechteckige Anlage mit runden Ecktürmen am nördlichen Ufer des Cher, der die Burggräben mit Wasser speiste. Hinter dieser Anlage stand im Fluss eine befestigte Wassermühle. Weil sich Jean I. Marques an einer Rebellion gegen den König beteiligt hatte, ließ Karl VI. Jeans Anwesen 1411 zur Strafe vom Marschall Jean II. Le Maingre schleifen. Jean II. Marques erhielt von Karl VIII. und Louis d’Amboise 1432 die Genehmigung, den Besitz seiner Familie wieder aufzubauen und zu befestigen.

#### Das Logis Thomas Bohiers

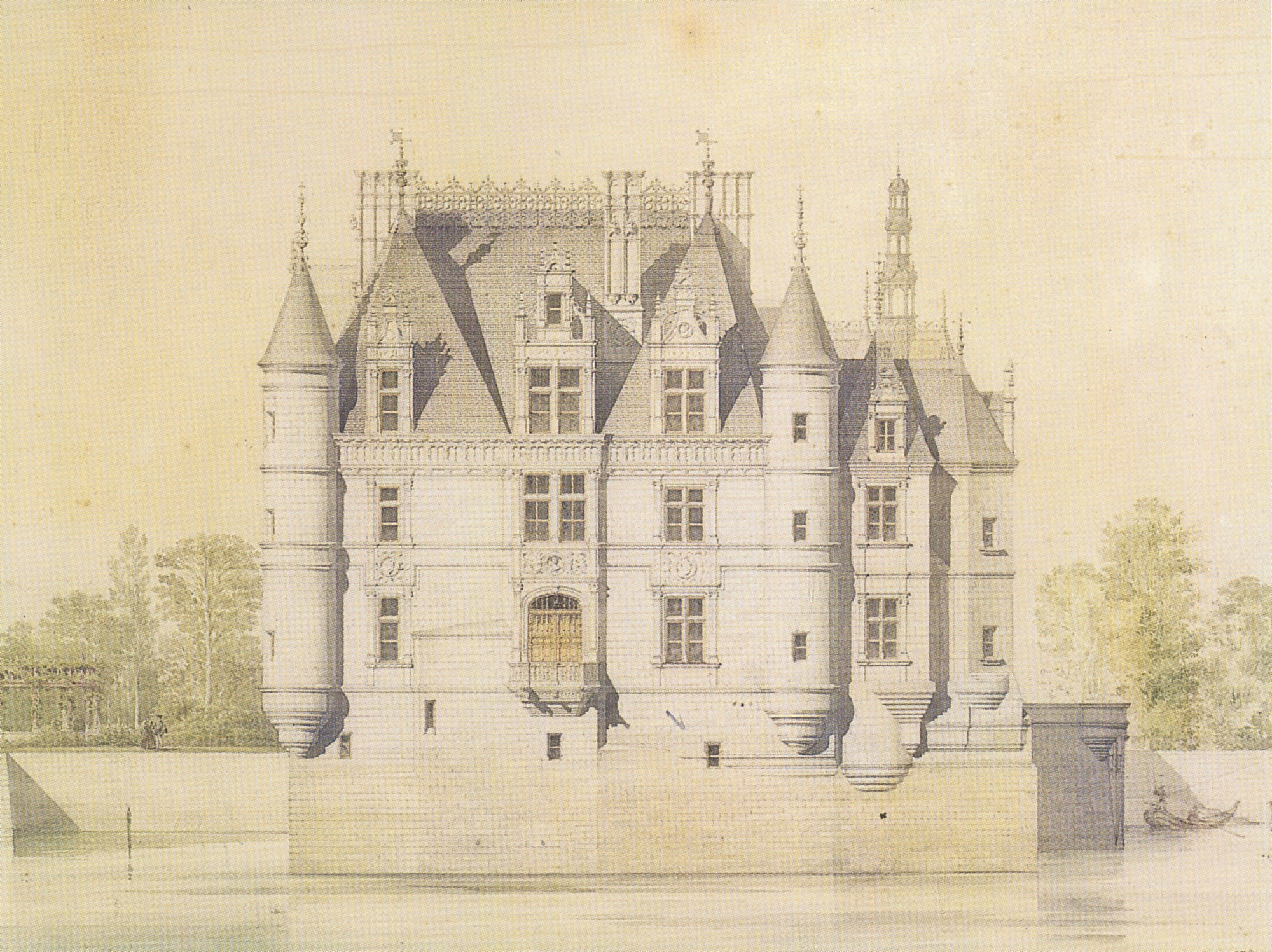
Südseite des Schlosses vor dem Bau der Brücke, Rekonstruktion von Félix Roguet

Nachdem Thomas Bohier 1513 sämtliche Ländereien der Familie Marques in seinen Besitz gebracht hatte, begann er noch im gleichen Jahr mit dem Abriss der Gebäude von Chenonceau. Lediglich den Bergfried ließ er stehen und gestaltete ihn in frühen Renaissanceformen um. 1515 begannen die Arbeiten für den Neubau eines Schlosses auf den Fundamenten der ehemaligen Wassermühle. Chenonceau wurde damit ungefähr zur gleichen Zeit wie Schloss Azay-le-Rideau und früher als die meisten anderen Loire-Schlösser erbaut. Es ist eines der ersten Renaissancegebäude in Frankreich. Welcher Architekt dafür die Pläne lieferte, ist bis heute unbekannt. Noch im Jahr des Baubeginns waren die Arbeiten zur Errichtung eines zentralen Vestibüls abgeschlossen. Aufgrund seiner beruflichen Verpflichtungen war Thomas Bohier bis 1521 in Italien unterwegs und konnte deshalb die Bauarbeiten nicht selbst überwachen. Seine Frau Catherine Briçonnet vertrat ihn in diesen Belangen, sodass ihr die für damalige Zeiten moderne Anordnung der Räume zugeschrieben wird. Der Neubau wurde 1522 beendet. 1521/22 war der Onkel des Schlossherrn, Kardinal Antoine Bohier, in Chenonceau anwesend, um die Schlosskapelle zu weihen. In älteren Darstellungen findet sich die Behauptung, dass schon in den Bauplänen Bohiers der Bauteil vorgesehen war, der Chenonceau später aufgrund seiner Einzigartigkeit so bekannt machen sollte: die Galerie. Dies ist aber mittlerweile widerlegt und resultierte aus der fehlerhaften Interpretation einer alten Urkunde.
Zum Schloss gehörte zu jener Zeit ein 1 Morgen großer Obst- und Gemüsegarten zur Versorgung der Schlossbewohner. Über sein genaues Aussehen ist nichts bekannt. Es steht jedoch fest, dass zu Beginn des 16. Jahrhunderts bereits die lange Zufahrtsallee existierte, die seinerzeit noch von Ulmen und Eichen gesäumt war.

#### Chenonceau unter Diane de Poitiers
Diane de Poitiers prägte entscheidend das Aussehen Chenonceaus. Eine ihrer nachhaltigen Hinterlassenschaften war die Anlage eines zwei Hektar großen Gartens ab 1551. Als Vorbild dienten die durch den italienischen Landschaftsarchitekten Pacello da Mercogliano gestalteten Gartenanlagen von Blois und Amboise. Die ersten Arbeiten dazu beinhalteten das Erhöhen des Areals nordöstlich des Schlosses durch das Aufschütten von Erde und dessen Abstützen durch Pfähle an der zum Cher gelegenen Seite. An den übrigen drei Seiten war der Bereich von Gräben umgeben, die vom Cher gespeist wurden.
Der Garten war einer der spektakulärsten und modernsten seiner Zeit. Für seine Beete und Parterres spendeten Besitzer der schönsten Gärten der Touraine Blumen und Gewächse, darunter so seltene Pflanzen wie Artischocken und Melonen. Unter den Spendern war zum Beispiel der Erzbischof von Tours, der zudem seinen eigenen Gärtner als Unterstützung an den Cher sandte, und dessen Generalvikar Jean de Selve. Letzterer war ein Freund und Förderer Bernard Palissys, der wenige Jahre später ebenfalls in Chenonceau tätig werden sollte.
Die Arbeiten am Garten Dianes de Poitiers dauerten rund fünf Jahre und verursachten Kosten in Höhe von mehr als 5000 Livres. Damit wurden unter anderem 7000 Bruchsteine, 1100 Fuhren Rasen, 13.000 Weißdorne und Haselnusssträucher für Hecken und Laubengänge sowie Johannisbeersträucher, Wildrosen, Lilien, Paradiesapfel- und Pfirsichbäume bezahlt. Aus den umliegenden Wäldern wurden sogar 9000 Veilchen und wilde Erdbeeren gesammelt, um sie im Garten anzupflanzen.

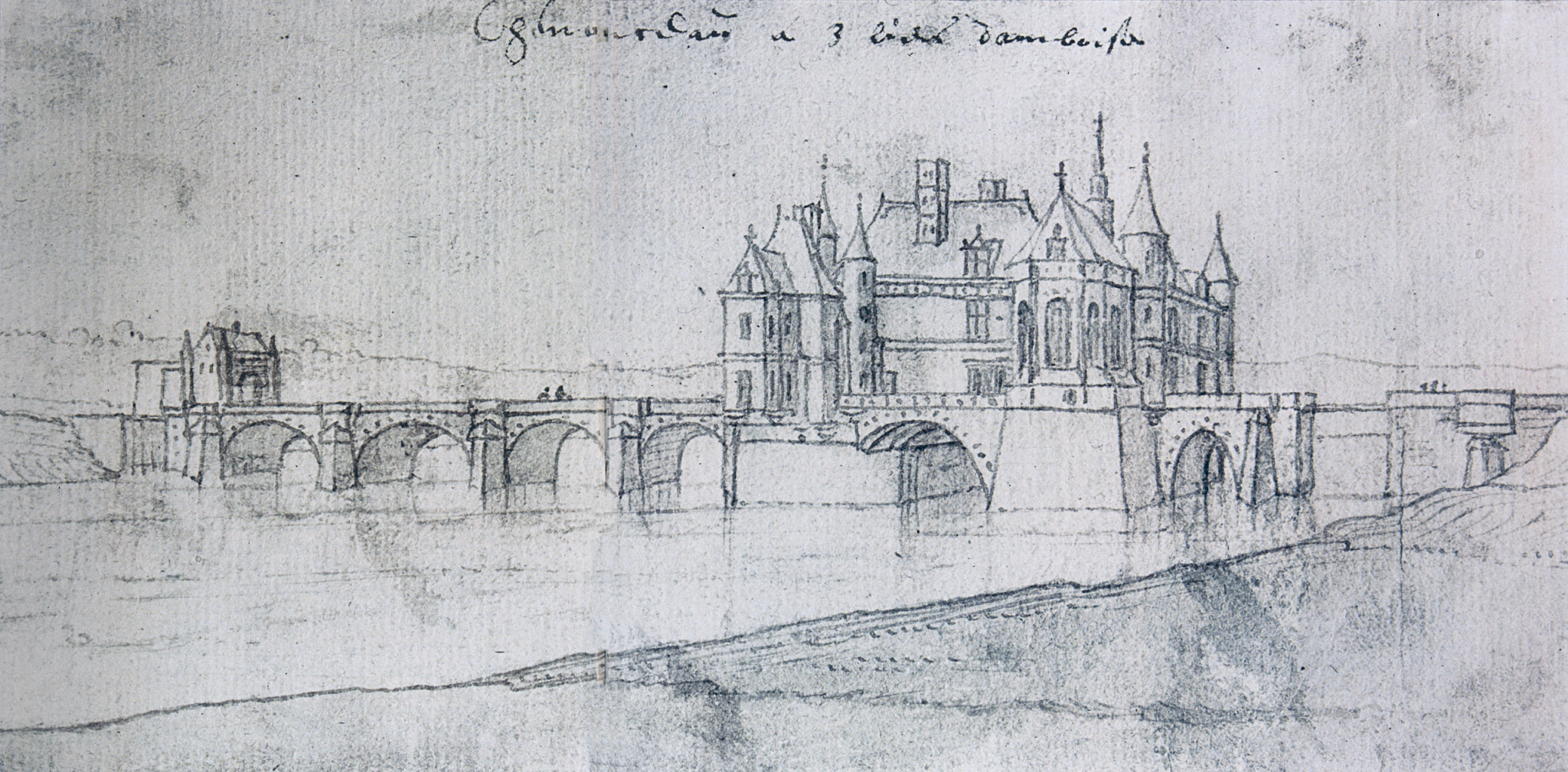
Diese zeitgenössische Tuschezeichnung zeigt das Schloss nach der Errichtung der Brücke, aber noch vor dem Bau der Galerie

Die Herzogin von Valentinois ließ zudem am südlichen Cher-Ufer einen Park anlegen, der nur per Boot erreichbar war. Um ihn leichter zugänglich zu machen, wurde 1555 die Idee geboren, eine Brücke über den Fluss zu bauen. Diane de Poitiers beauftragte Philibert Delorme mit der Ausführung dieses Plans. Er entwarf eine Bogenbrücke mit einer niedrigen Galerie, um den neuen Bau nicht nur als Verbindung zum anderen Flussufer, sondern auch als Festsaal nutzen zu können, denn Feste mussten zu jener Zeit immer im Freien gefeiert werden, weil das Schloss keine ausreichend große Räumlichkeiten dafür bot. Ausgeführt wurde aber nur die Brücke, denn die Bauarbeiten wurden 1559 durch den Tod Heinrichs II. unterbrochen, als mit dem Bau der Galerie noch nicht begonnen worden war. Eine Federzeichnung gibt den Bauzustand zwischen 1559 und 1576 wieder. Sie zeigt die fertiggestellte Bogenbrücke, an deren Südende ein befestigter Torbau mit Zugbrücke steht.

#### Veränderungen unter Katharina von Medici

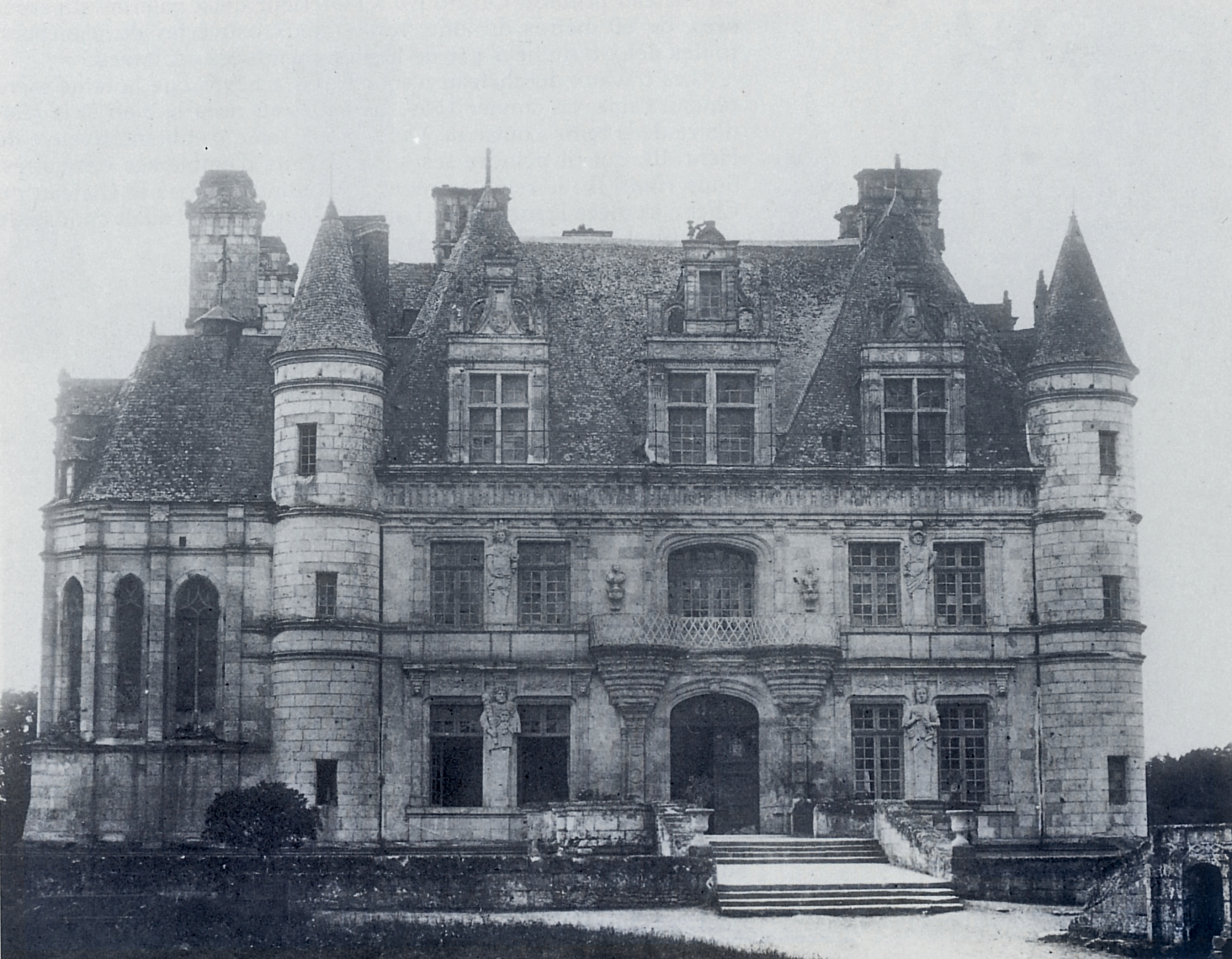
Die Nordfassade des Logis nach den Veränderungen unter Katharina von Medici

Es war Katharina von Medici, die – nachdem sie ihre langjährige Nebenbuhlerin aus dem Schloss vertrieben hatte – die von Delorme geplante Galerie zwischen 1570 und 1576 ausführen ließ. Bei einem Fest zu Ehren Heinrichs III. im Mai 1577 wurde der Neubau eingeweiht. Wer der Architekt war, kann bis heute nicht mit Sicherheit gesagt werden und ist unter Bauhistorikern umstritten. Sowohl Denis Courtin als auch Jean Bullant, der Delorme im Amt des ersten Architekten der Königin gefolgt war, kommen dafür in Frage. Während Jean-Pierre Babelon (siehe Literatur) Bullant als Architekten der Galerie angibt, verweist Jean Guillaume auf das sehr unterschiedliche Dekor im Vergleich zu den Anlagen von Écouen und Fère-en-Tardenois. Zumindest wurde Bullant von Katharina mit Plänen für eine Vergrößerung der Schlossgebäude beauftragt. Dabei kam ein riesiges Umbauprojekt heraus, das die bestehenden Bauten auf das Zehnfache vergrößert hätte und das der französische Architekt Jacques I. Androuet du Cerceau in mehreren Stichen festhielt. Von den Plänen kamen aber nur wenige Dinge zur Ausführung; darunter ein Flügel der Wirtschaftsgebäude in der Zeit von 1580 bis 1585. Dort baute Katharina eine Seidenraupenzucht auf und führte dieses Metier damit in Frankreich ein. Zudem ließ sie das Logis verändern. Auf der kleinen Terrasse zwischen der Kapelle und dem Kabinett-Anbau wurde ein Verbindungsbau errichtet, der für einen glatten Abschluss der Fassade nach Nordosten sorgte. Auch die repräsentative Nordfassade erfuhr eine Umgestaltung: Die Fensterflächen wurden verdoppelt und dazwischen Karyatiden sowie Atlanten angebracht. Schloss Chenonceau, und insbesondere seine durch Katharina von Medici umgestaltete Nordfassade, war Vorlage für das ab 1860 errichtete Château Régis.
Außerdem tat Katharina es ihrer Rivalin Diane de Poitiers gleich und ließ den Garten Katharinas von Medici anlegen. Nach Plänen Bernard Palissys 1563 begonnen, besaß er neben einem von Blumen- und Strauchbeeten umgebenes großes Wasserbecken im heute Jardin Vert genannten Bereich außerdem eine Voliere, eine Menagerie, eine Schäferei und eine künstlich geschaffene Grotte. Außerdem ließ die Regentin Zitronen- und Orangenbäumchen für die Gärten importieren und über 1000 Maulbeerbäume für die geplante Seidenraupenzucht pflanzen.

#### Stillstand
Louise de Lorraine zog sich nach dem Tod ihres Mannes nach Chenonceau zurück und ließ ihr Schlafzimmer, das in dem von Katharina von Medici erbauten Mitteltrakt zwischen Kapelle und Kabinett lag, mit einer schwarzen Täfelung verkleiden. Anschließend wurden die Gebäude lange Zeit nicht mehr verändert.
Erst unter Louise Dupin wurden wieder Umgestaltungen vorgenommen. Sie ließ das Dachgeschoss der Galerie in kleine Appartements unterteilen und ein kleines Theater einrichten, in dem unter anderem Jean-Jacques Rousseaus Oper Le devin du village und seine Komödie L’Engagement téméraire uraufgeführt wurden. Louise Dupin bewahrte die Schlosskapelle zudem davor, während der Französischen Revolution zerstört zu werden, indem sie daraus ein Holzlager machte.

#### Erste Restaurierungen im 19. Jahrhundert

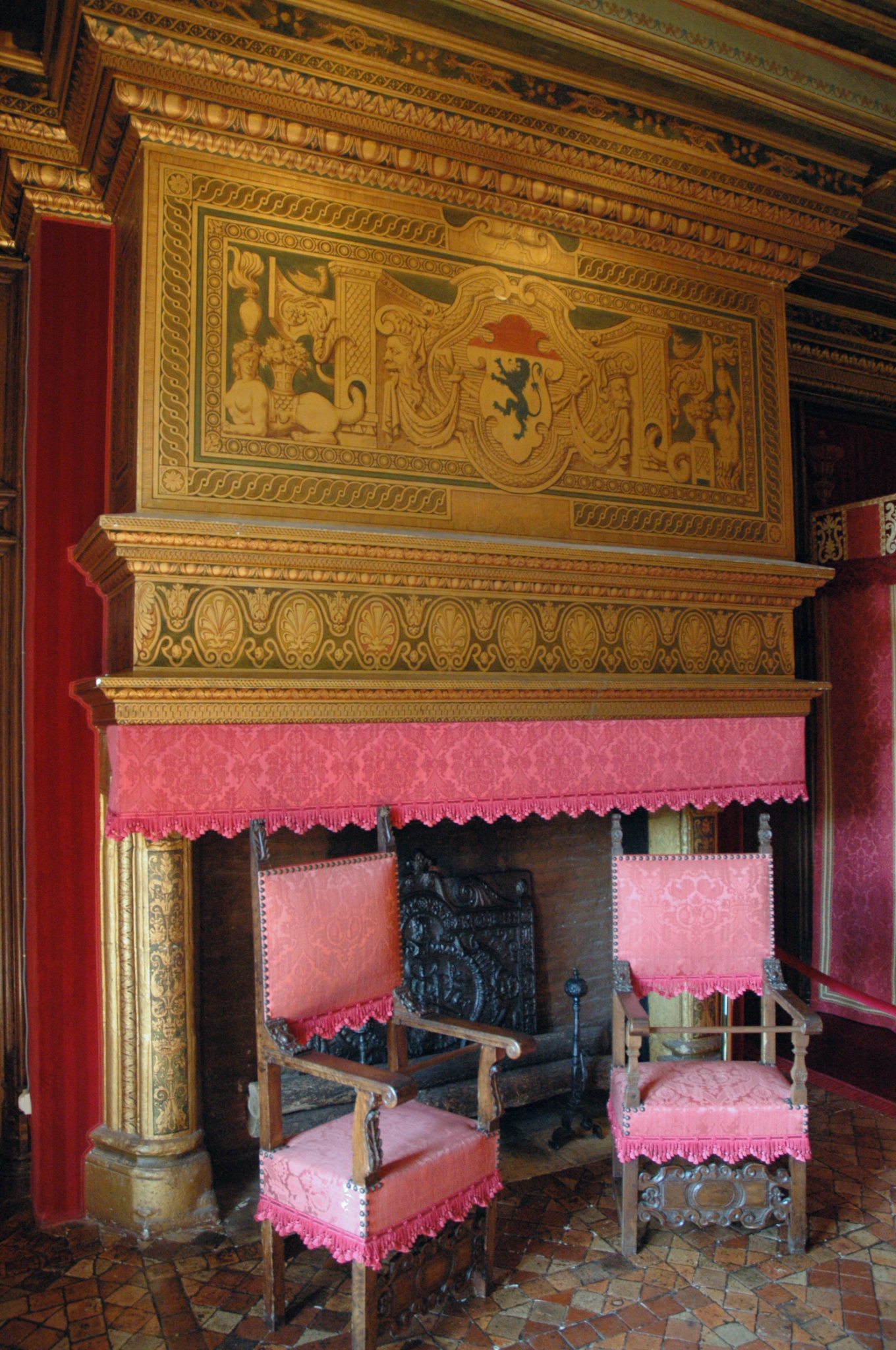
Alle Kamine im Schloss erhielten ihr heutiges Aussehen im 19. Jh.

Unter hohem finanziellen Aufwand ließ Marguerite Pelouze das Schloss von 1865 bis 1878 umfassend restaurieren. Verantwortlicher Architekt war dabei Félix Roguet, ein Schüler Eugène Viollet-le-Ducs. Anhand von Stichen Jacques I. Androuet du Cerceaus wurden sämtliche Gebäude der Schlossanlage in den Zustand des 16. Jahrhunderts zurückversetzt. So ließ die Schlossherrin den Zwischenbau mit dem Schlafzimmer Louises de Lorraine abreißen und deren Trauer-Vertäfelung anschließend an der Decke der Galerie anbringen. Außerdem ließ sie die Karyatiden und Atlanten von der Nordfassade entfernen und sie östlich der Allee im Park aufstellen. Bei den Arbeiten wurde auch die Innenausstattung des Logis erneuert – wenngleich nicht in einem authentischen Zustand –, ebenso wie die vollkommen verwilderten Gärten wiederhergestellt wurden.

#### Das 20. Jahrhundert
Der heutige Zustand der Schlossanlage von Chenonceau ist das Ergebnis weiterer umfassender Restaurierungsarbeiten, die seit mehr als 50 Jahren kontinuierlich durchgeführt werden. Im Sommer 1951 beschlossen Hubert Menier und seine Frau, das Anwesen wieder aufzubauen. Zu jener Zeit waren alle Dächer der Gebäude abgedeckt und der Garten Dianes de Poitiers durch ein Hochwasser am 7. Mai 1940 vollkommen zerstört. Für die Wiederaufbauarbeiten engagierte die Menier-Familie den Architekten Bernard Voisin. Erneute Wiederherstellungsarbeiten in den Innenräumen des Logis waren dabei ebenso notwendig wie die Befreiung des großen Parks von dichtem Unterholz. Eine der letzten Maßnahmen, die bisher durchgeführt wurden, war im Jahr 2000 die Renovierung der ehemaligen Pferdeställe in den Wirtschaftsgebäuden.

## Beschreibung der Schlossanlage
Eine etwa 330 Meter lange Platanenallee mit Wassergräben an den Seiten führt geradlinig auf ein Rasenparterre zu, dessen Eingangsbereich von zwei Sphinxstatuen aus der Regierungszeit Ludwigs XIV. flankiert wird. Sie stammen wahrscheinlich vom Schloss Chanteloup. Dem Parterre schließt sich südlich eine von Wassergräben umschlossene Insel mit dem ehemaligen Bergfried der Anlage an. Von dort ist über eine Brücke das Hauptgebäude des Schlosses mit seiner sich anschließenden Galerie über den Cher erreichbar. Westlich der Allee befinden sich das ehemalige landwirtschaftliche Gut des Schlosses sowie die Orangerie.
Ein Komplex von ehemaligen Wirtschaftsgebäuden flankiert die Westseite des Rasenparterres. Von dort kann sowohl der östlich gelegene Garten Dianes de Poitiers als auch der südwestlich gelegene Garten Katharinas von Medici betreten werden.

### Architektur

#### Gutshof und ehemalige Wirtschaftsgebäude

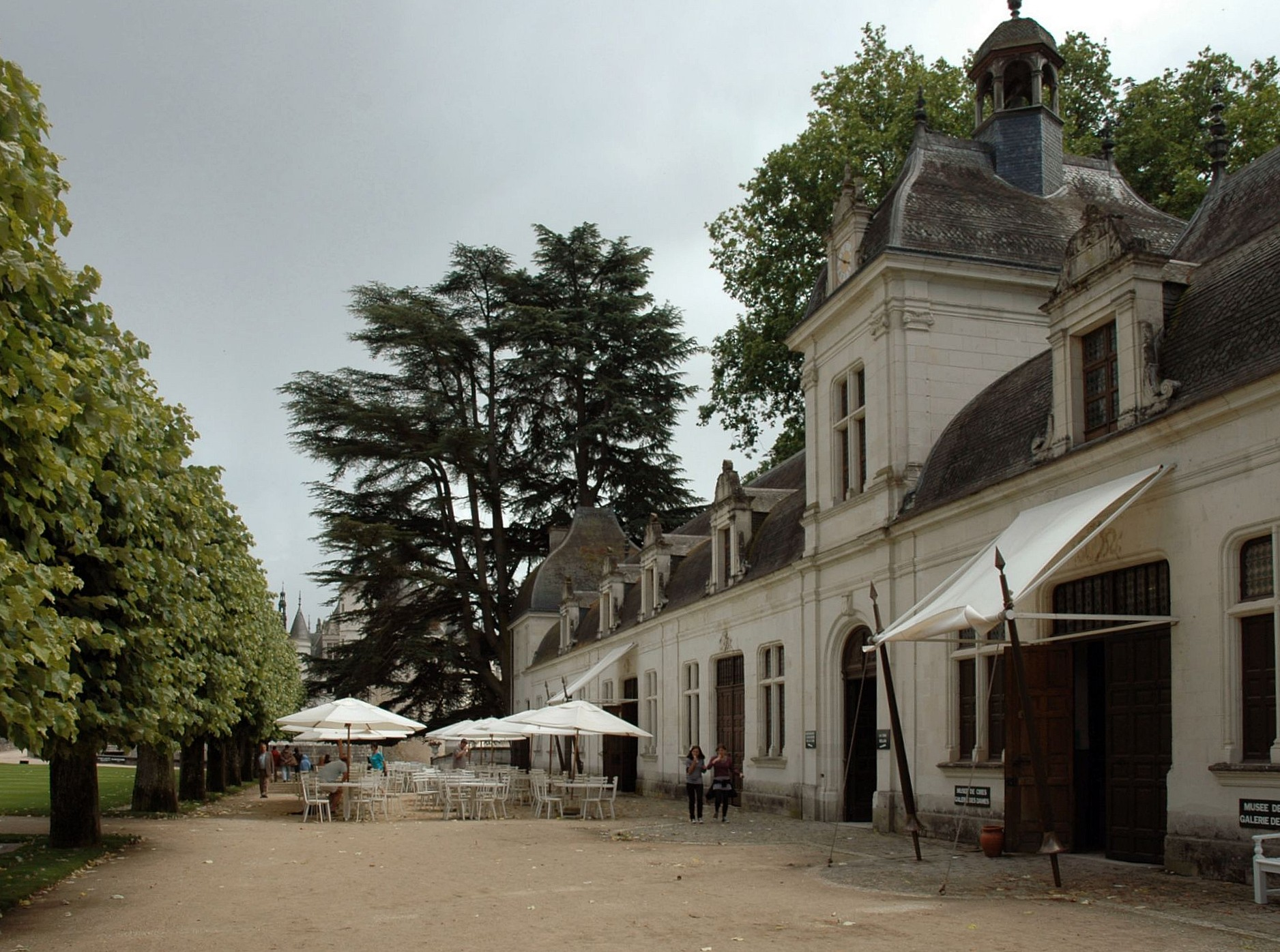
Der ehemalige Wirtschaftstrakt

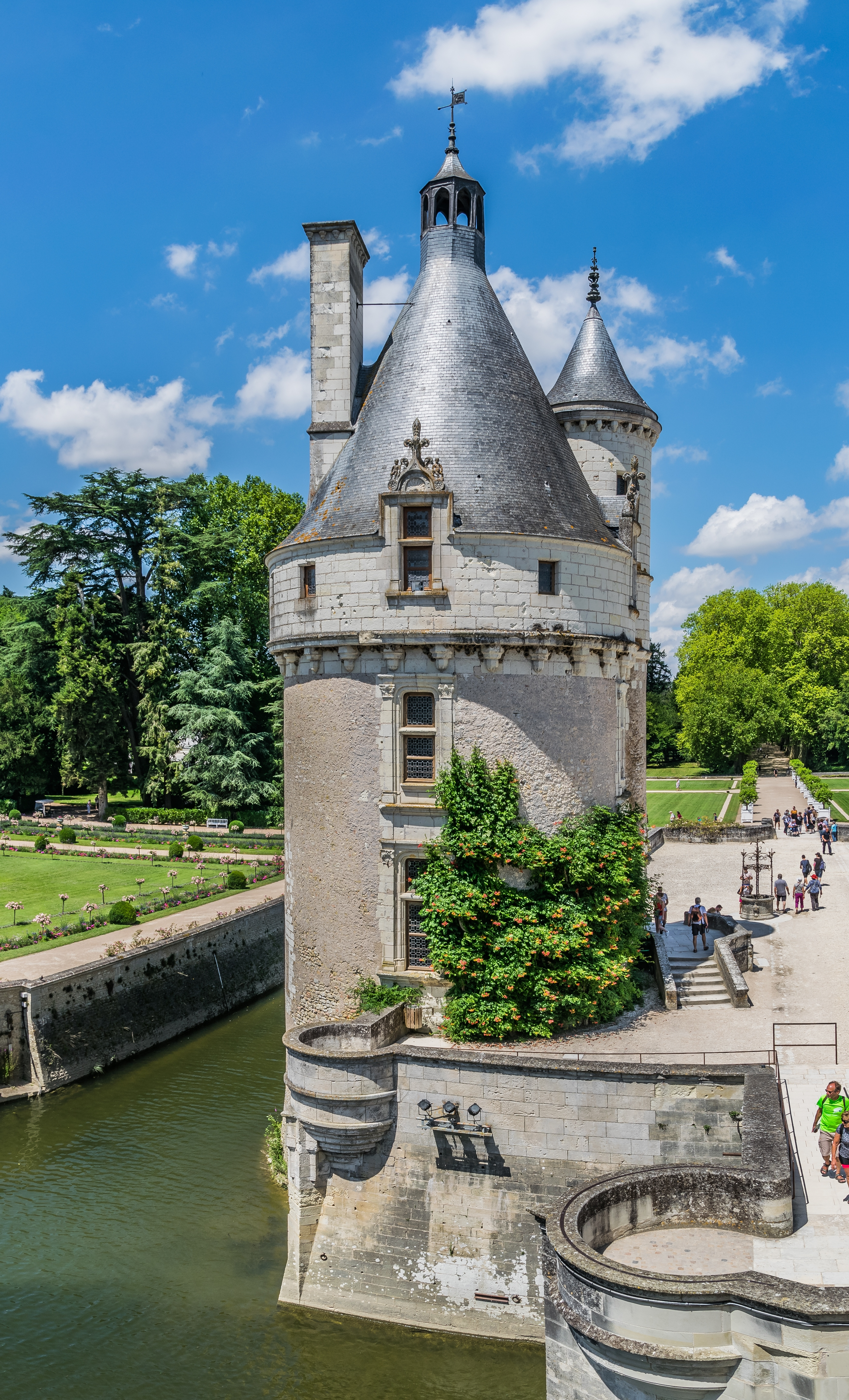
Der Tour des Marques

Die Gebäude des landwirtschaftlichen Schlossguts stammen aus dem 16. Jahrhundert und haben im Laufe der Jahrhunderte schon viele verschiedene Nutzungen erfahren. Einst zur Versorgung der Schlossbewohner errichtet, dienen sie heute zwar teilweise als Möbellager und Blumengeschäft, aber auch ihr ursprünglicher Zweck wird heute wieder verfolgt. Die zum Gutshof gehörigen etwa 10.000 m² großen Flächen des einstigen Gemüsegartens werden durch einen Gärtnereibetrieb genutzt, der das Schloss mehrmals wöchentlich mit frischen Blumengestecken beliefert.
Der langgestreckte Trakt mit den einstigen Wirtschaftsgebäuden am westlichen Rand des Rasenparterres wird Bâtiment de Dômes (deutsch: Kuppelbau) genannt und ist eines der wenigen Projekte von den umfassenden Erweiterungsplänen Katharinas von Medici, das in die Tat umgesetzt wurde. In der Anfangszeit waren dort Wohnungen für Bedienstete und eine von Katharina initiierte Seidenraupenfarm untergebracht, ehe das Gebäude im 19. Jahrhundert zu Pferdeställen umfunktioniert wurde. Das zweigeschossige Gebäude ist aus hellem Kalkstein errichtet und besitzt ein Dach in Form eines umgestürzten Schiffskiels. Seine Mitte mit dem Rundbogenportal weist im Obergeschoss einen turmartigen Aufsatz mit Uhr auf, der von einer Laterne abgeschlossen ist. Die Ecken des Gebäudetrakts, dessen Dach in regelmäßigen Abständen mit Lukarnen bestückt ist, werden durch Pavillontürme gebildet.

#### Der ehemalige Bergfried
Auf einer Insel, die dem Hauptgebäude vorgelagert ist, steht der Bergfried der Vorgängeranlage, der nach seiner langjährigen Besitzerfamilie Tour des Marques genannt wird. Trotz eines Umbaus unter Thomas Bohier im Stil der frühen Renaissance besitzt er noch seinen Wehrgang mit Maschikulis, die zu jener Zeit jedoch nur noch dekorativen Zwecke dienten. Bohier hat sich hier – wie an vielen Stellen des Schlosses – mit den Initialen TBK (die Anfangsbuchstaben seines Namens sowie des Vornamens seiner Frau) und dem Sinnspruch „S’il vient a point, me souviendra“ (deutsch: „Wenn es vollendet ist, wird es an mich erinnern“) verewigt.
Der Rundturm besitzt einen mit Schieferschindeln gedeckten Kegelhelm mit abschließender Laterne. Seine drei Geschosse sind über einen Treppenturm erschlossen, in dem sich auch das Turmportal befindet. Dies ist wie die Mehrheit der Fenster von Pilastern umrahmt. Als zusätzliche Zier besitzen einige Fenster des Wehrgangsgeschosses kleine Giebel in Kielbogenform mit Muschelfüllung.
Vor dem Turm steht das einzige weitere Überbleibsel der mittelalterlichen Burganlage: der ehemalige Burgbrunnen. Seine Mauer ist mit einer Chimären- und einer Adlerskulptur, dem Emblem der Marques-Familie, verziert.

#### Das Hauptgebäude mit der Galerie
Über eine Brücke an ihrer Südseite ist die Vorinsel mit dem als Logis bezeichneten Hauptgebäude des Schlosses verbunden. Der dreigeschossige Bau aus weißem Kalkstein besitzt einen quadratischen Grundriss und steht auf zwei steinernen Fundamentblöcken mitten im Fluss. Im Erdgeschoss ist das Logis an seiner Nordost-Seite um zwei Anbauten erweitert, die eine Kapelle sowie ein Kabinett beherbergen und zwischen sich eine kleine Terrasse einfassen.

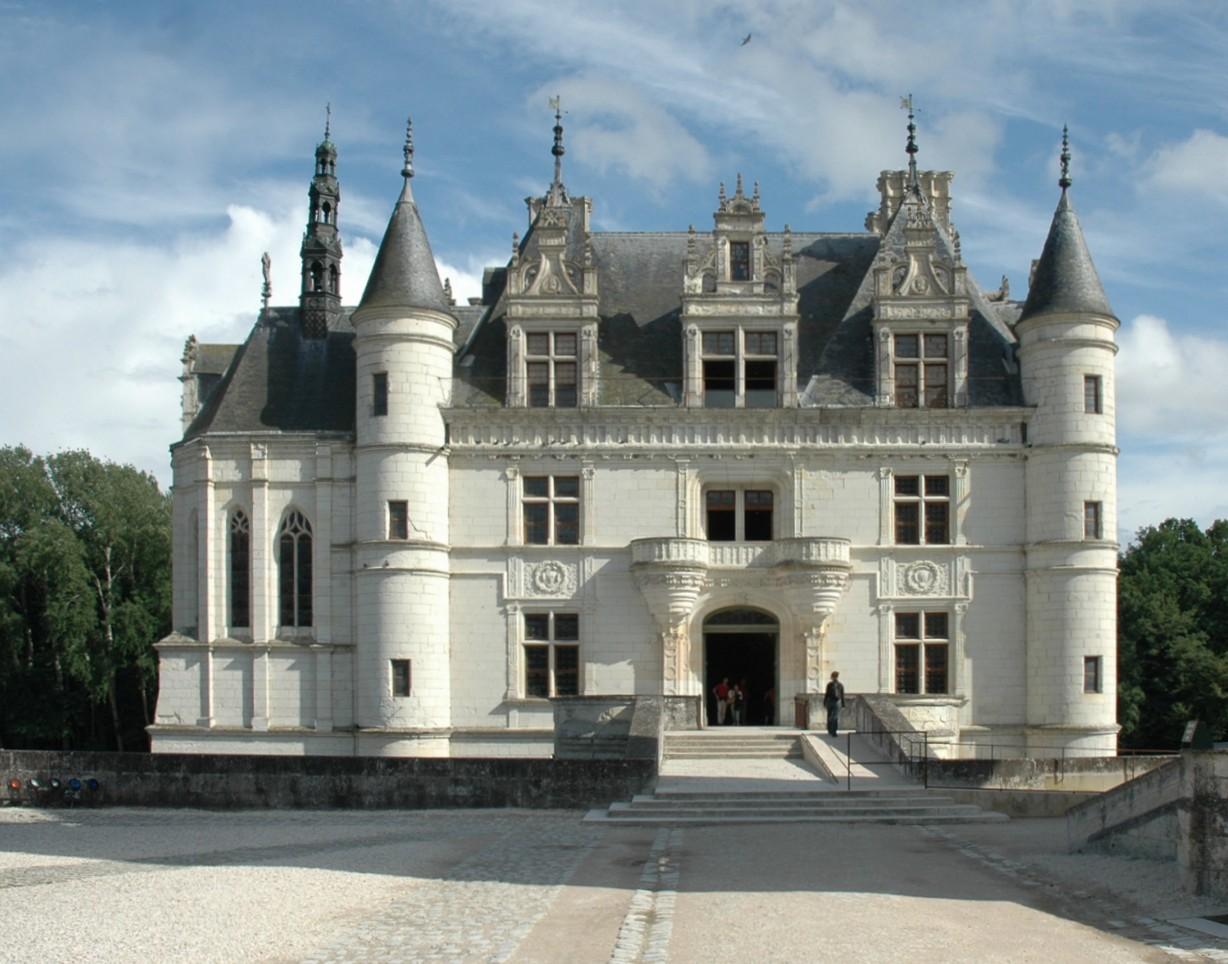
Das Logis von Norden gesehen

Am Hauptgebäude sind die ersten italienischen Einflüsse auf die französische Architektur sichtbar. Die dreiachsige Nordfassade ist mit ihrem mittig gelegenen Portal in der Anordnung der Fenster- und Türöffnungen vollkommen symmetrisch. Der Balkon über dem Portal besitzt eine Brüstung, die mit einem aufwändig gestalteten Balusterfries verziert ist. Dieses Fries wiederholt sich als umlaufendes Kordongesims auf Kragsteinen unter der Traufe eines Schieferdaches und ist nur an der Nordost-Seite durch die Anbauten der Kapelle und des Kabinetts unterbrochen. Alle Fenster sind von Pilastern umrahmt, die auf Horizontalgesimsen stehen. Die Dreiachsigkeit wird im Dachgeschoss beibehalten, indem dort drei Lukarnen zu finden sind, von denen die Lukarne der mittleren Achse größer ausgebildet ist als die beiden benachbarten. Gemeinsam mit den Außenkaminen weisen sie einen außergewöhnlich vielfältigen Skulpturenschmuck in Form von Arabeskenfriesen, Medaillons, Dreiecksgiebeln, Kandelabern und Muschelbögen auf.
Dem Logis schließt sich südlich eine Brücke mit fünf Bögen über den Cher an, die eine schlichte, dreigeschossige Galerie im Stil des französischen Klassizismus trägt und dem Schloss seine so unverwechselbare Silhouette verleiht. Ihre Mauersteine sind unverputzt. Das Dachgeschoss besitzt an jeder seiner Längsseiten neun regelmäßig angeordnete Lukarnen mit Ochsenaugen.

### Innenräume

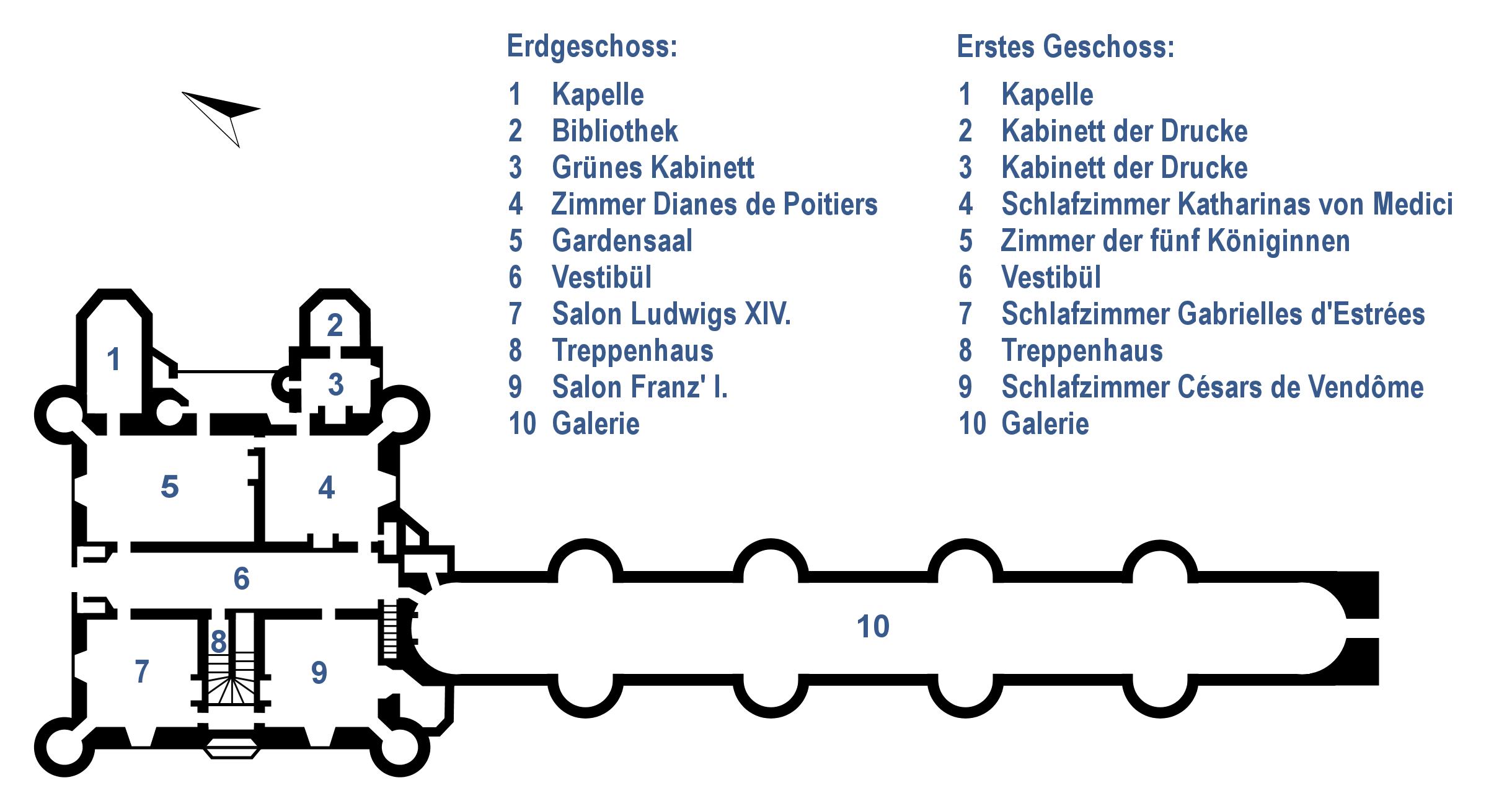
Schematischer Grundriss

Das Innere des Hauptgebäudes besticht durch eine außergewöhnliche Fülle an altem und wertvollen Mobiliar sowie zahlreichen Kunstwerken. Die im Schloss beheimatete Gemäldesammlung fußt vor allem auf der Sammeltätigkeit Marguerite Pelouzes und beinhaltet zahlreiche alte Meister.
Die Symmetrie der Fassaden setzt sich im Inneren durch eine entsprechende Raumaufteilung fort. Auf allen Etagen sind vier nahezu gleich große Räume um ein zentrales Vestibül angeordnet.

#### Erdgeschoss
Durch ein monumentales, zweiflügeliges Portal aus Holz kann das Vestibül des Erdgeschosses betreten werden. Die Tür stammt aus der Zeit Franz’ I. und ist durch bunte Bemalungen sowie Schnitzereien reich verziert. Das linke Türblatt zeigt das Wappen Thomas Bohiers, sein rechtes Pendant das seiner Frau Catherine Briçonnet. Über dem Türsturz findet sich an der Außenseite das Wappentier Franz’ I., der Salamander, und die lateinische Inschrift FRANCISCVS DEI GRATIA FRANCORVM, CLAVDIA FRANCORVM REGINA (deutsch: „Franz von Gottes Gnaden König von Frankreich, Claude, Königin der Franzosen“). Über der Tür zeigt ein Buntglasfenster von Max Ingrand eine Szene aus dem Leben des heiligen Hubertus.

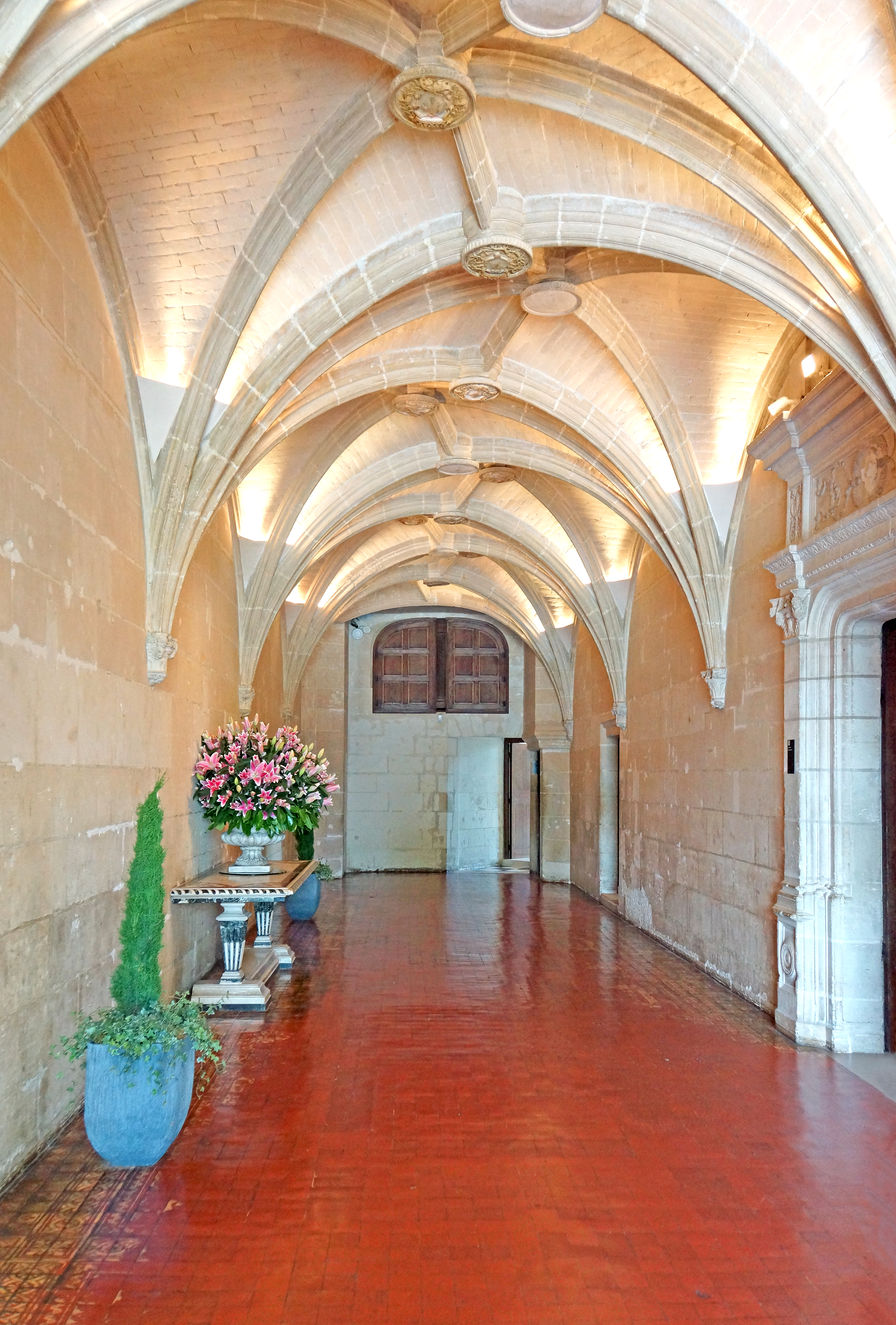
Das Vestibül mit seinem Kreuzrippengewölbe

Das zentrale Vestibül orientiert sich gemeinsam mit der Treppe in die erste Etage an italienischen Vorbildern und bot erstmals eine Alternative zu der bis dahin in Frankreich üblichen Anordnung der Räume entlang einer langen Galerie. Der Raum besitzt eine Decke mit Kreuzrippengewölbe aus dem Jahr 1515, dessen Schlusssteine nicht in einer geraden Linie angebracht sind, sondern immer abwechselnd auf drei verschiedenen Achsen liegen. Mit 3,5 Metern ist er halb so breit wie die angrenzenden Räume. Der Fußboden ist mit emaillierten Kacheln ausgelegt. Deren Verzierung mit geometrischen Figuren ist durch Abnutzung an den meisten Stellen bereits nicht mehr vorhanden und nur in den seltener genutzten Randbereichen noch erkennbar.
Hinter dem Eingang führt linkerhand eine Eichentür mit rechteckigen Kartuschen und den beiden Namenspatronen der Erbauer – der heiligen Katharina und dem heiligen Thomas – auf den Türflügeln in den Gardensaal (französisch Salle des gardes), der nach dem Mittelalter als Esszimmer genutzt wurde. Der aus Italien stammende Majolikabelag des Fußbodens ist bereits abgetreten und nur noch an den Rändern erhalten. Der Saal besitzt eine Balkendecke mit kassettierter Täfelung sowie einen Kamin aus dem 16. Jahrhundert, der das Wappen Thomas Bohiers zeigt. An den Wänden hängen ebenfalls aus dem 16. Jahrhundert stammende flämische Tapisserien mit Szenen aus dem Schlossleben.
Dem Gardensaal schließt sich östlich die Schlosskapelle im Stil der ausgehenden Gotik an. Sie besitzt einen rechteckigen Grundriss und eine dreijochige Apsis. Die bunten Bleiglasfenster wurden 1954 von Max Ingrand gefertigt, weil die Originale bei einem Bombenangriff 1944 zerstört worden waren. Zur Ausstattung der Kapelle zählt außerdem das Relief einer Madonna mit Kind aus Carrara-Marmor, die im 16. Jahrhundert vom italienischen Bildhauer Mino da Fiesole angefertigt wurde. Von einer hölzernen Empore über dem Eingang aus dem Jahr 1521 verfolgten die Königinnen die Messe, während der sich die zu ihrem Schutz abgestellten Wachen offenbar ab und zu langweilten und sich die Zeit deshalb mit Wandgraffitis vertrieben. Zwei von diesen sind heute noch erhalten. Eine stammt von einer schottischen Garde Maria Stuarts aus dem Jahr 1543, die zweite datiert in das Jahr 1546.

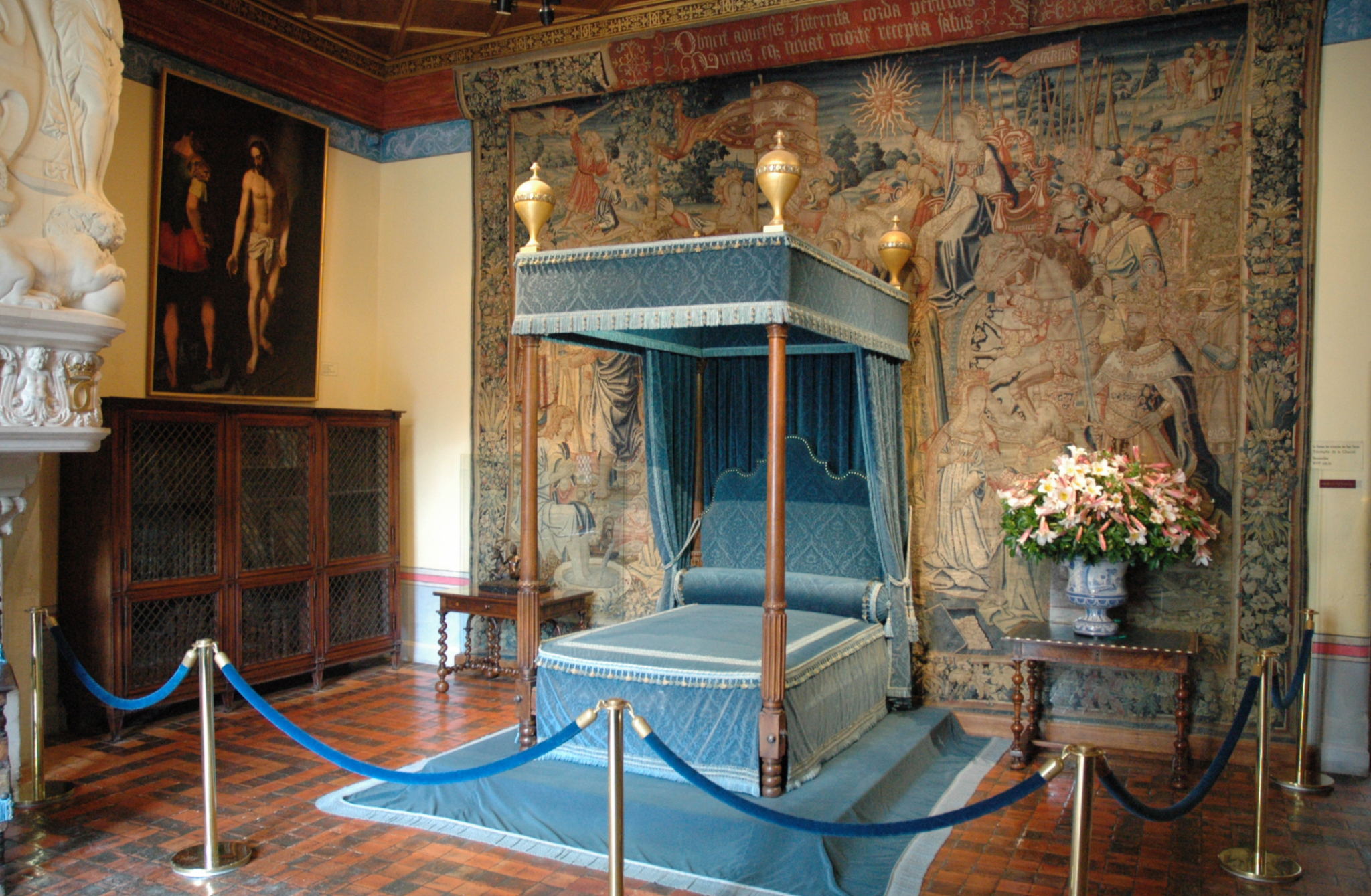
Zimmer Dianes de Poitiers

Der zweite auf der östlichen Seite des Vestibüls liegende Raum wird nach seiner einstigen Bewohnerin Zimmer Dianes de Poitiers (französisch Chambre de Diane de Poitiers) genannt. An den Wänden hängen Tapisserien aus der gleichen flämischen Werkstatt wie diejenigen aus dem Gardensaal. Nach ihren Motiven besitzen sie die Namen Triumph der Stärke und Triumph der Barmherzigkeit. Blickpunkt des Zimmers ist indes der Jean Goujon zugeschriebene Kamin mit einem neuzeitlichen Porträt Katharinas von Medici. Der Kamin trägt an seinem Gesims die vergoldeten Initialen Heinrichs II. und seiner Frau (Hs und Cs). Diese Buchstaben wiederholen sich auch in der Kassettendecke des Raums. Dessen weitere wertvolle Ausstattungsstücke sind zwei Stühle mit einem Bezug aus Corduanleder sowie das Bartolomé Esteban Murillo zugeschriebene Gemälde Madonna mit Kind.
Vom Zimmer Dianes de Poitiers führt eine Tür in den Kabinett-Anbau. Er diente Katharina von Medici als Arbeitszimmer mit sich anschließender kleiner Bibliothek. Die Balkendecke des Arbeitszimmers mit grüner Malerei auf Zinnfolie – ineinander verschlungene Cs zeigend – war gemeinsam mit einer grünen Wandbespannung namensgebend für den Anbau: Grünes Kabinett (französisch Cabinet Vert). Die Motive einer an der Wand hängenden Brüsseler Tapisserie aus dem 16. Jahrhundert sind von der Entdeckung Amerikas sowie dessen Flora und Fauna inspiriert. Die Bibliothek besitzt eine aufwändig gestaltete Kassettendecke aus Eichenholz mit den Initialen der ersten beiden Schlossbesitzer. Aus dem Jahr 1525 stammend, ist sie die älteste erhaltene Decke dieser Art in Frankreich. Auf engem Raum hängen in diesen beiden kleinen Räumen zahlreiche wertvolle Gemälde alter Meister, zum Beispiel von Jacopo Tintoretto (unter anderem Salomon bei der Königin von Saba), Jacob Jordaens (Der trunkene Silen), Hendrick Goltzius (Samson und der Löwe), Nicolas Poussin, Antonio da Correggio und van Dyck.

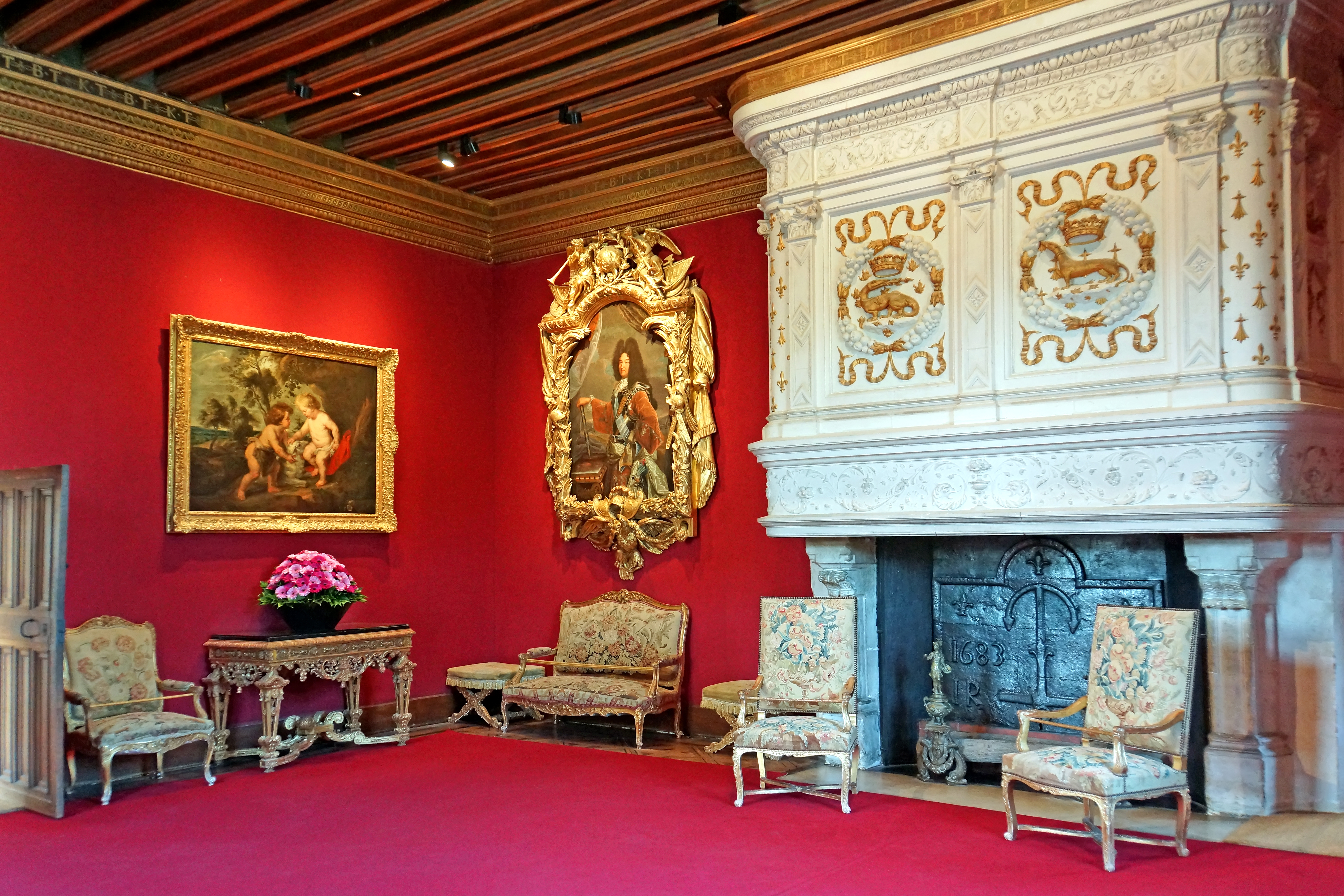
Der Salon Ludwigs XIV.

Vom Vestibül aus betrachtet liegt gegenüber dem Zimmer Dianes de Poitiers der Salon Franz’ I. (französisch Salon de François Ier). Er erhielt seinen Namen in Anlehnung an zwei Besuche des französischen Königs, der von Catherine Briçonnet im Schloss beherbergt wurde. Am Sims des großen Renaissancekamins findet sich wie schon am Tour des Marques der Sinnspruch Thomas Bohiers (siehe Der ehemalige Bergfried). Die Wände sind mit bemalten Leinentapeten aus dem 19. Jahrhundert bespannt, welche die im 16. Jahrhundert beliebten Ledertapeten imitieren. Darauf hängen unter anderem ein Selbstporträt van Dycks, Gabrielle d’Estrées als Jagdgöttin Diana von Ambroise Dubois, Die drei Grazien von van Loo sowie Primaticcios berühmtes Porträt Dianes de Poitiers als Jägerin. Unter dem Mobiliar sticht ein italienischer Kabinettschrank hervor. Das im 16. Jahrhundert von einem Florentiner Meister gefertigte Möbelstück besitzt Einlegearbeiten aus Perlmutt und Elfenbein, die mit Federzeichnungen verziert sind. Es war ein Hochzeitsgeschenk an Franz II. und Maria Stuart.
Der vierte Wohnraum im Erdgeschoss wird nach dem letzten französischen König, der auf Schloss Chenonceau weilte, mit Salon Ludwigs XIV. (französisch Salon de Louis XIV) bezeichnet. An seinen mit karminroten Stofftapeten bespannten Wänden erinnert ein großes Porträt des Sonnenkönigs von Hyacinthe Rigaud an dessen Besuch. Ludwig machte das Gemälde dem damaligen Schlossherrn, seinem Onkel, dem Herzog von Vendôme, zum Geschenk. Sein aufwändig geschnitzter Rahmen besitzt eine Auflage aus Dukatengold. Der große, weiß stuckierte Kamin zeigt in goldener Farbe die Wappentiere Franz’ I. und seiner Frau Claude de France, den Salamander und das Hermelin. Sein Aussehen ist das Ergebnis einer Restaurierung im 19. Jahrhundert. Neben Rigauds Königsporträt sind in diesem Raum Werke weiterer bekannter Maler zu finden, unter anderem Rubens’ Der Jesusknabe und der heilige Johannes, ein Porträt der einstigen Schlossbesitzerin Louise Dupin von Jean-Marc Nattier sowie eines von Nicolas Mignard, das ihren Vater Samuël Bernard zeigt.

#### Erstes Geschoss

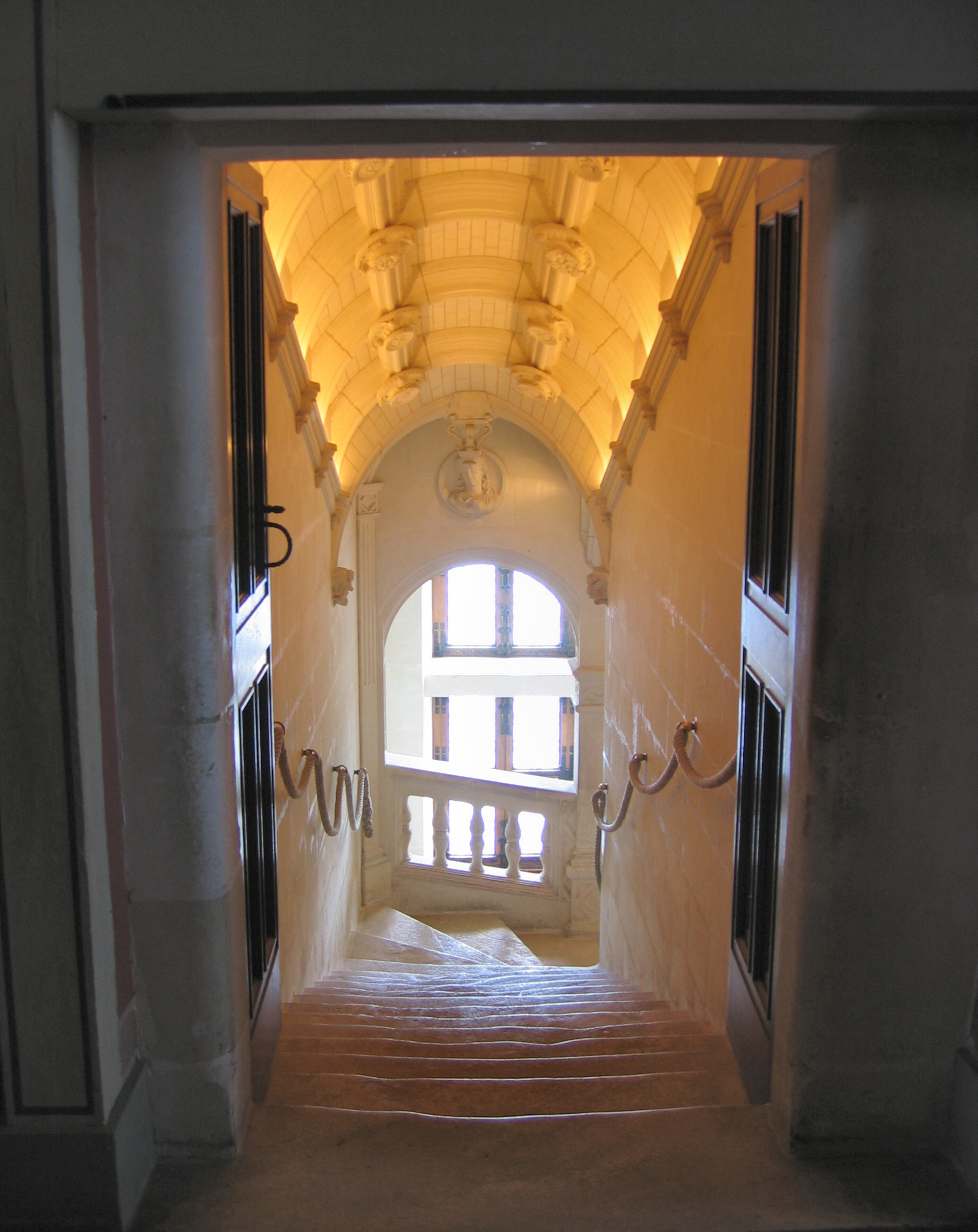
Das Treppenhaus

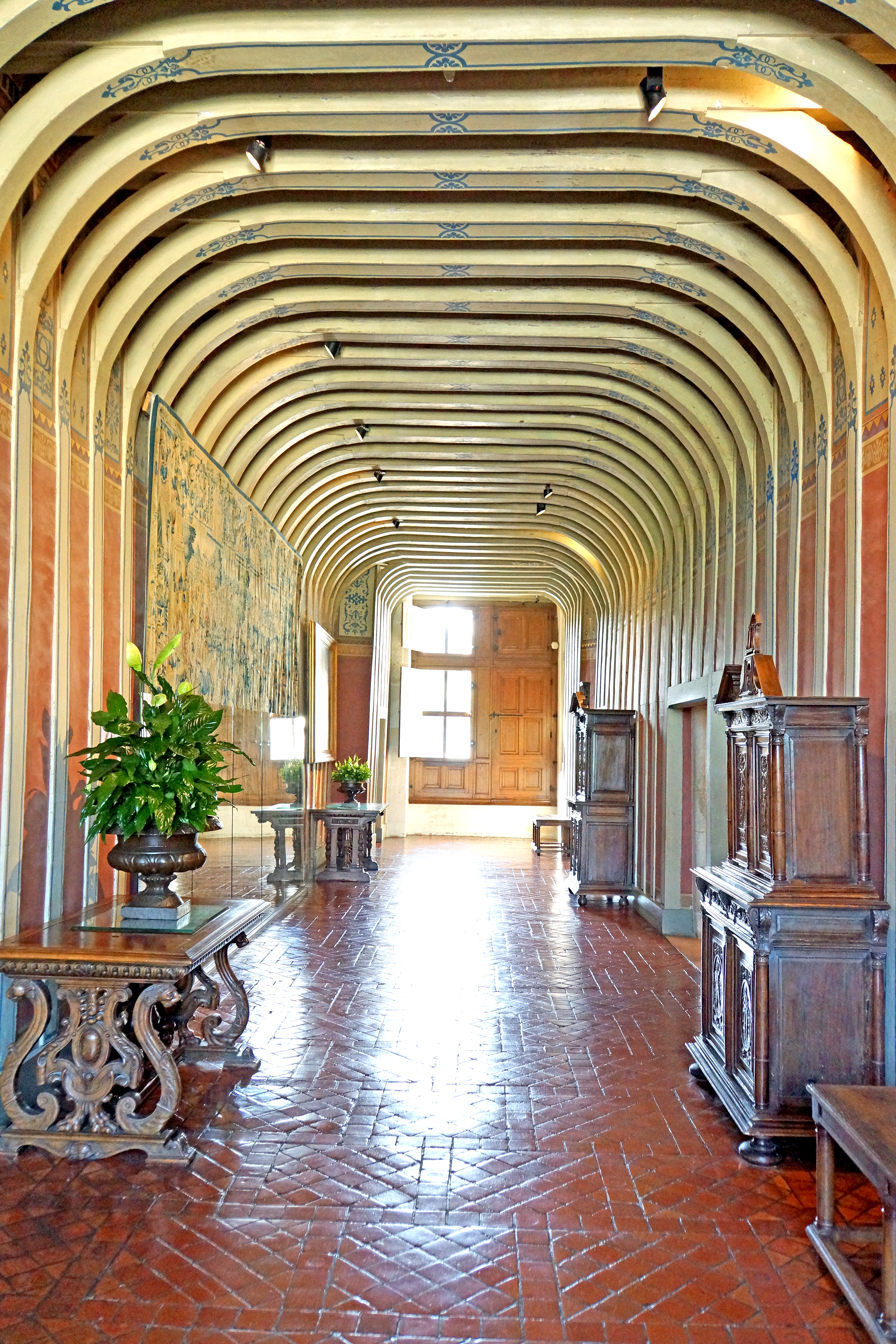
Das Vestibül des Dachgeschosses

Ebenso wie mit dem Vestibül wurden in Chenonceau auch bei der Treppenform neue architektonische Wege beschritten. Thomas Bohier ließ eine an italienische Vorbilder angelehnte Treppe mit zwei geraden Läufen erbauen, anstatt auf das in Frankreich zu jener Zeit noch übliche Prinzip der Wendeltreppe zurückzugreifen. Sie ist damit die wahrscheinlich zweite je in Frankreich errichtete Treppe in dieser Form. Nur im Schloss Bury war schon zuvor eine solche Treppe realisiert worden, die jedoch heute nicht mehr erhalten ist. Das Treppenhaus besitzt eine Decke in Form eines Tonnengewölbes mit Schlusssteinen und Kassetten nach antiker Art und führt in das Vestibül des ersten Geschosses, auch Vestibül Catherine Briçonnets genannt. Die Raumaufteilung dieser Etage ist – mit Ausnahme des Kapellanbaus – identisch mit derjenigen des Erdgeschosses.
Das Vestibül besitzt einen Kachelboden sowie eine offenliegende Balkendecke. An seinen Wänden hängen Tapisserien des 17. Jahrhunderts aus Oudenaarde. Ihre Motive nach Vorlagen van der Meulens zeigen Szenen einer Parforcejagd. Über den Türstürzen finden sich Medaillons, die Katharina von Medici aus Italien mitbrachte. Sie zeigen die Porträts römischer Kaiser.
Linkerhand der Treppe befindet sich das Zimmer Gabrielles d’Estrées (französisch Chambre de Gabrielle d’Estrées). Die einstige Mätresse Heinrichs IV. nutzte diesen Raum für die Dauer ihrer zeitweiligen Aufenthalte im Schloss als Schlafzimmer. Er besitzt neben einer Balkendecke und einem gekachelten Fußboden einen großen Kamin aus der Zeit der Renaissance. Auch die Tapisserien nach Vorlagen von Lucas van der Leyden oder Lucas van Nevele stammen aus dieser Epoche.
Auf der anderen Seite der Treppe liegt das ehemalige Schlafzimmer Césars de Vendôme (französisch Chambre de César de Vendôme), Gabrielles gemeinsamem Sohn mit Heinrich IV. Unter einer bemalten Balkendecke stehen Möbel aus dem 16. Jahrhundert, die von einer dreiteiligen Tapisserie-Serie aus dem 17. Jahrhundert ergänzt werden. Der Renaissancekamin trägt das Wappen Thomas Bohiers erst seit einer Restaurierung des Raums im 19. Jahrhundert. An der Wand hängt das Porträt des heiligen Joseph von Murillo. Blickfang sind in diesem Zimmer die zwei hölzernen Karyatidenfiguren aus dem 17. Jahrhundert, die das Westfenster umrahmen.

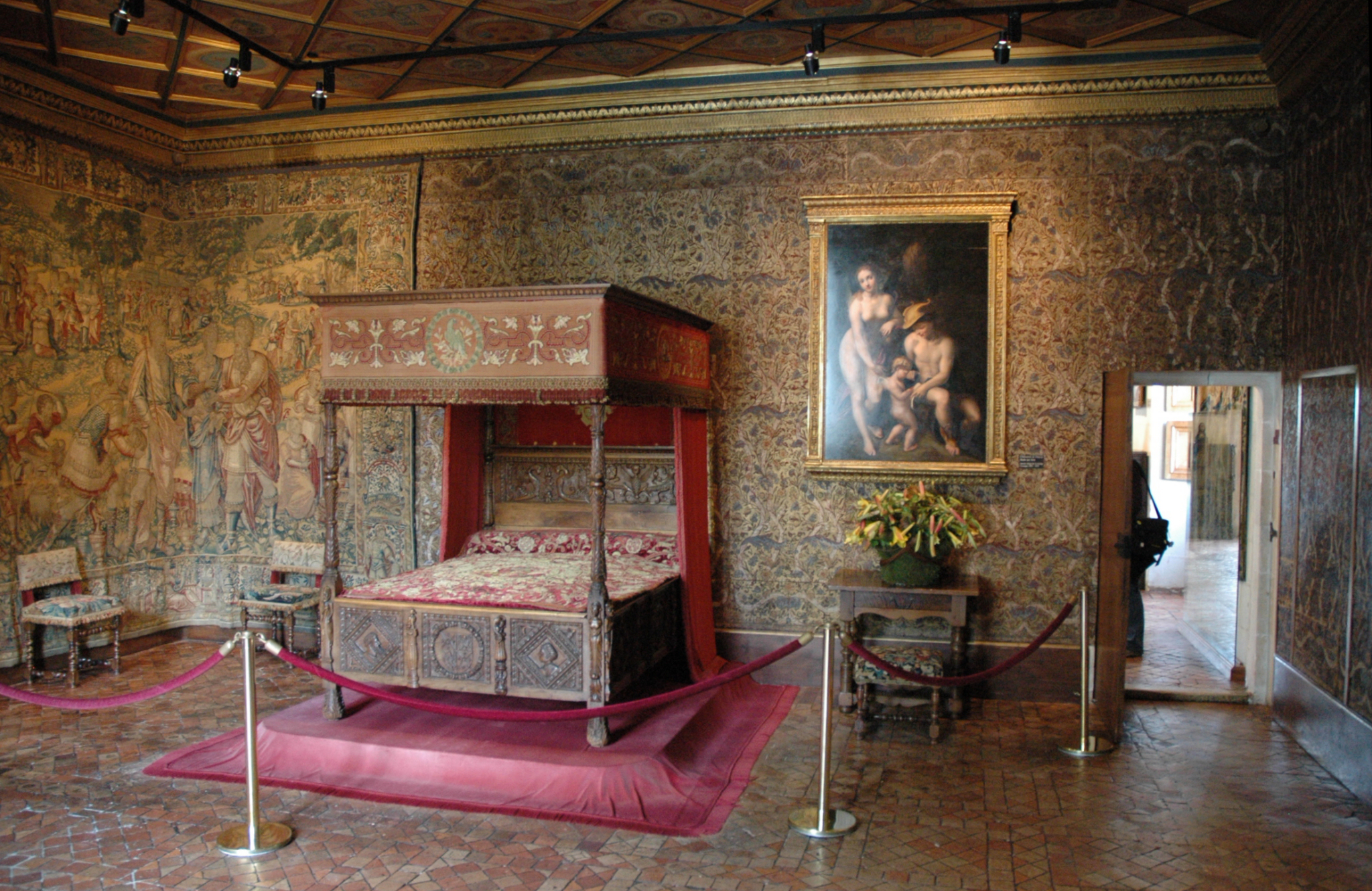
Schlafzimmer Katharinas von Medici

Auf der gegenüberliegenden Seite des Vestibüls und damit über dem Zimmer Dianes de Poitiers liegt das einstige Schlafzimmer Katharinas von Medici (französisch Chambre de Catherine de Medicis). Wie Césars Raum verdankt dieses Zimmer sein heutiges Aussehen Restaurierungsarbeiten im 19. Jahrhundert. Er ist mit Möbeln sowie Wandbehängen aus dem 16. Jahrhundert ausgestattet und besitzt einen Renaissancekamin aus weißem Carrara-Marmor. Wertvollstes Gemälde in diesem Raum ist Correggios Unterrichtung der Liebe als Öl-auf-Holz-Ausführung. Die Leinwandversion dieses Gemäldes befindet sich in der National Gallery London.
Von Katharinas Schlafzimmer führt eine Tür in den Kabinett-Anbau. Über dem Grünen Kabinett des Erdgeschosses befindet sich das Kabinett der Drucke (französisch Cabinet d’Estampes), in der eine Sammlung von Zeichnungen und Stichen zu sehen ist. Sie alle haben das Schloss zum Motiv.
Neben Katharinas Schlafzimmer befindet sich das Zimmer der fünf Königinnen (französisch Chambre des cinq reines), das durch seinen Namen an Elisabeth von Valois, Margarete von Valois, Maria Stuart, Elisabeth von Österreich und Louise de Lorraine-Vaudémont erinnern soll. Deren Wappen finden sich in der Kassettendecke aus dem 16. Jahrhundert. An den Wänden hängen Tapisserien aus dem gleichen Zeitraum sowie Gemälde, die unter anderem von Rubens und Nicolas Mignard stammen.

#### Dachgeschoss
Neben dem Vestibül des Dachgeschosses, dessen außergewöhnlich geformte Balkendecke seit der Restaurierung im 19. Jahrhundert wieder voll zur Geltung kommt, gibt es auf dieser Etage nur einen Raum von Interesse: das sogenannte Schlafzimmer Louises de Lorraine (französisch Chambre de Louise de Lorraine). Bei dem Raum handelt es sich nicht um das Original-Zimmer, denn dieses befand sich seinerzeit in einem heute nicht mehr existenten Teil des Schlosses. Der Raum ist jedoch mit der zeitgenössischen Täfelung Louises ausgestattet, welche die Königswitwe nach dem Tod ihres Mannes Heinrich III. in ihrem Schlafzimmer hatte anbringen lassen, um ihrer Trauer Ausdruck zu verleihen. Die schwarzen Paneele sind mit weißen Motiven wie Dornenranken, Witwenkordeln und Knochen bemalt, während die Möbel eine Stoffbespannung aus schwarzem Damast besitzen.

#### Kellergeschoss
In den zwei hohlen Grundpfeilern des Logis’ befinden sich die Wirtschaftsräume des Schlosses. Über eine schmale Treppe am südöstlichen Ende des Erdgeschoss-Vestibüls ist der erste Raum des Kellergeschosses erreichbar: die sogenannte Anrichte (französisch Office). Der Raum besitzt eine Decke mit Kreuzgewölbe und ist mit dem größten Kamin des gesamten Schlosses ausgestattet. Direkt neben diesem befindet sich in der gleichen Wand ein Backofen. Nordöstlich grenzt der Speisesaal der Bediensteten an die Anrichte, während sich im Südwesten eine Vorratskammer anschließt. Über eine Tür ist der Raum zudem mit der Fleischerei (französisch Boucherie) verbunden, in der noch heute sämtliche Utensilien für das fachmännische Schlachten und Zerlegen eines Tiers vorhanden sind.

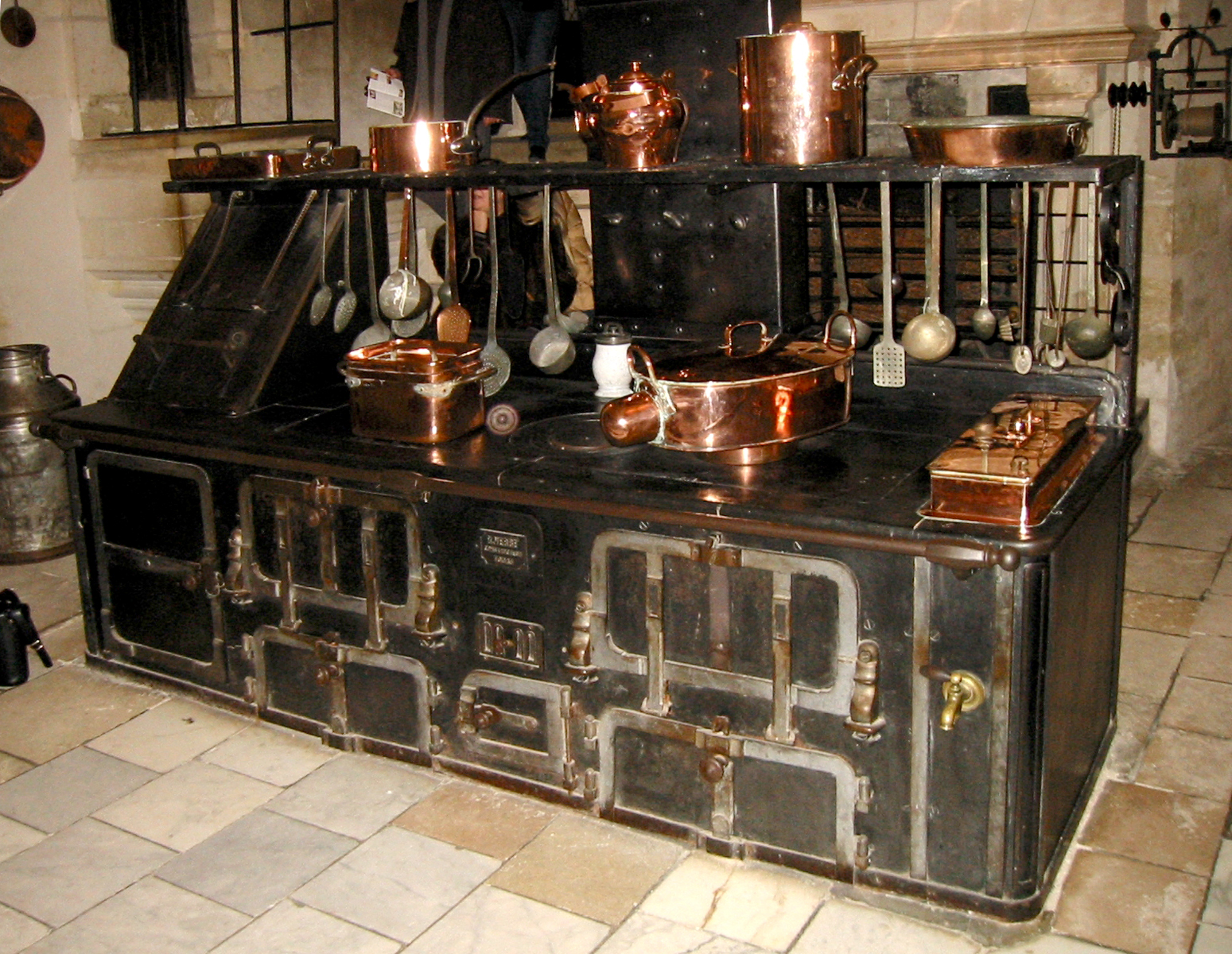
Herd in der Küche

Eine schmale Brücke führt von der Anrichte in den zweiten Fundamentpfeiler, in dem sich die eigentliche Küche befindet. Zwar besitzt diese noch immer ihren großen Kamin mit Bratspießen aus der Zeit der Renaissance, doch wurde sie am Anfang des 20. Jahrhunderts mit modernen Geräten ausgestattet, um den Versorgungsbedürfnissen des Lazaretts, das während des Ersten Weltkriegs in der Galerie eingerichtet war, Genüge zu tun. Von der Brücke ist eine Bootsanlegestelle am zweiten Pfeiler sichtbar. Händler, die das Schloss in früheren Zeiten mit Lebensmitteln und sonstigem Notwendigen versorgten, konnten dort mit ihren Booten ganz in der Nähe der Wirtschaftsräume anlegen, ohne lange Anlieferwege zu Land in Kauf nehmen zu müssen.

#### Galerie

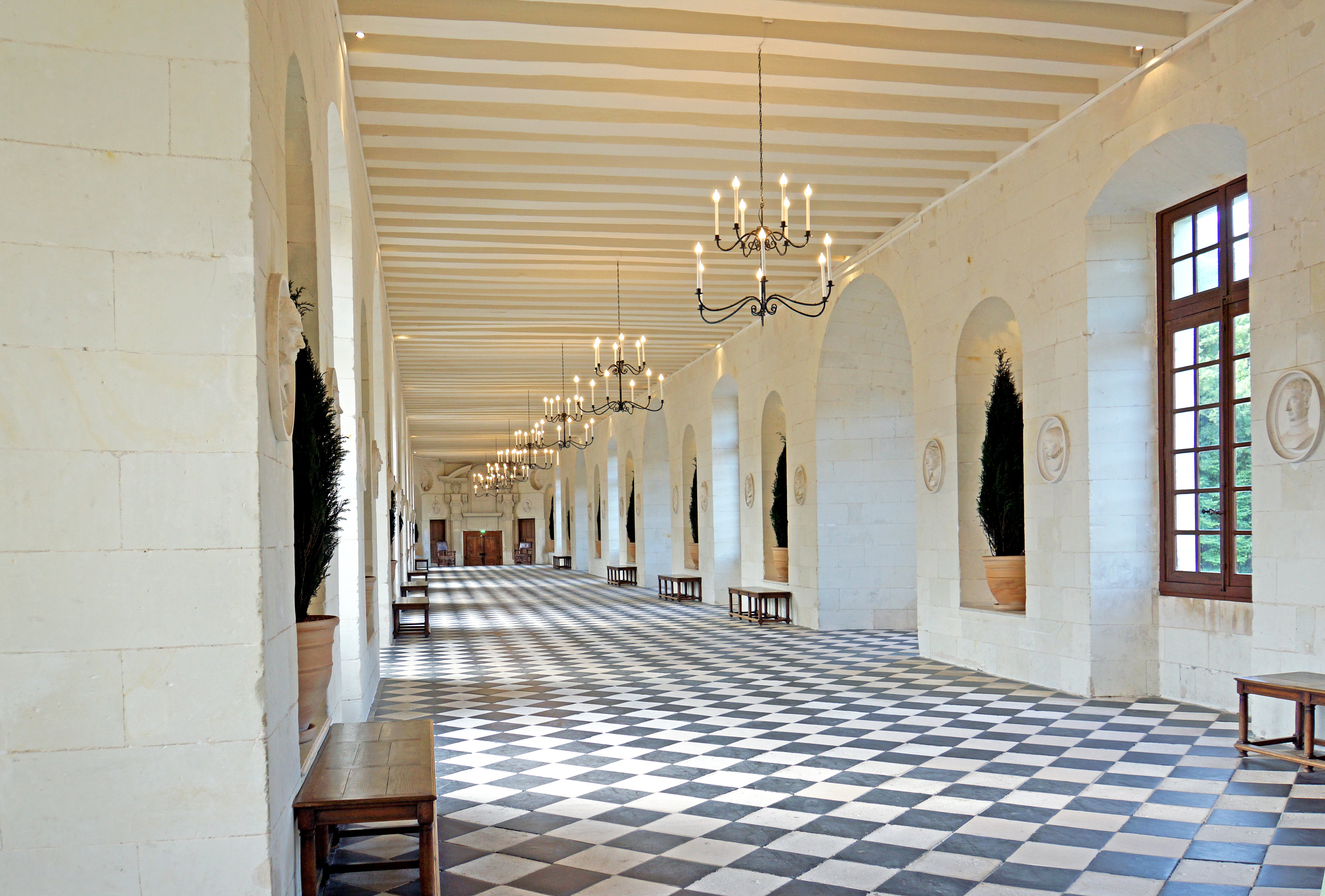
Erdgeschoss der Galerie

Dem zentralen Vestibül des Erdgeschosses schließt sich im Südosten die 60 Meter lange und sechs Meter breite Galerie an, die von einer Bogenbrücke über dem Cher getragen wird. Weil sie erst später dem Logis angefügt wurde, ist durch sie die architektonische Symmetrie des Gesamtensembles zerstört, denn sie schließt sich nicht auf Höhe der symmetrischen Mittelachse des Hauptgebäudes an, sondern ist etwas nach Süden verschoben. Ihr Inneres ist sehr schlicht gehalten. Sie besitzt einen mit schwarzen und weißen Fliesen aus Schiefer und Tuffstein belegten Fußboden sowie eine Balkendecke. Zwischen den neun Fenstern an beiden Seiten finden sich Nischen, in denen heute Pflanzen früher hingegen Statuen standen, sowie Wandverzierungen in Form von Medaillons aus dem 18. Jahrhundert. An den beiden schmalen Stirnseiten der Galerie stehen große Kamine, wovon derjenige am südlichen Ende jedoch ohne Funktion ist. Er umrahmt lediglich einen Ausgang, der über eine Zugbrücke an das linke Ufer des Cher führt.

### Gärten und Park
Zum Schloss Chenonceau gehören rund 80 Hektar Garten- und Parkflächen, die sich auf zwei Renaissancegärten im italienischen Stil sowie einen großen, fast ausschließlich waldbestandenen Park verteilen.
Um die beiden Gärten vor Überschwemmungen bei Cherhochwasser zu schützen, wurden sie auf ummauerten Terrassen angelegt. Jeweils im Frühjahr und im Sommer werden sie mit neuen, in der schlosseigenen Gärtnerei gezogenen Blumen bepflanzt. Pro Jahr werden dafür etwa 60.000 bis 64.000 Pflanzen benötigt.

#### Garten Dianes de Poitiers

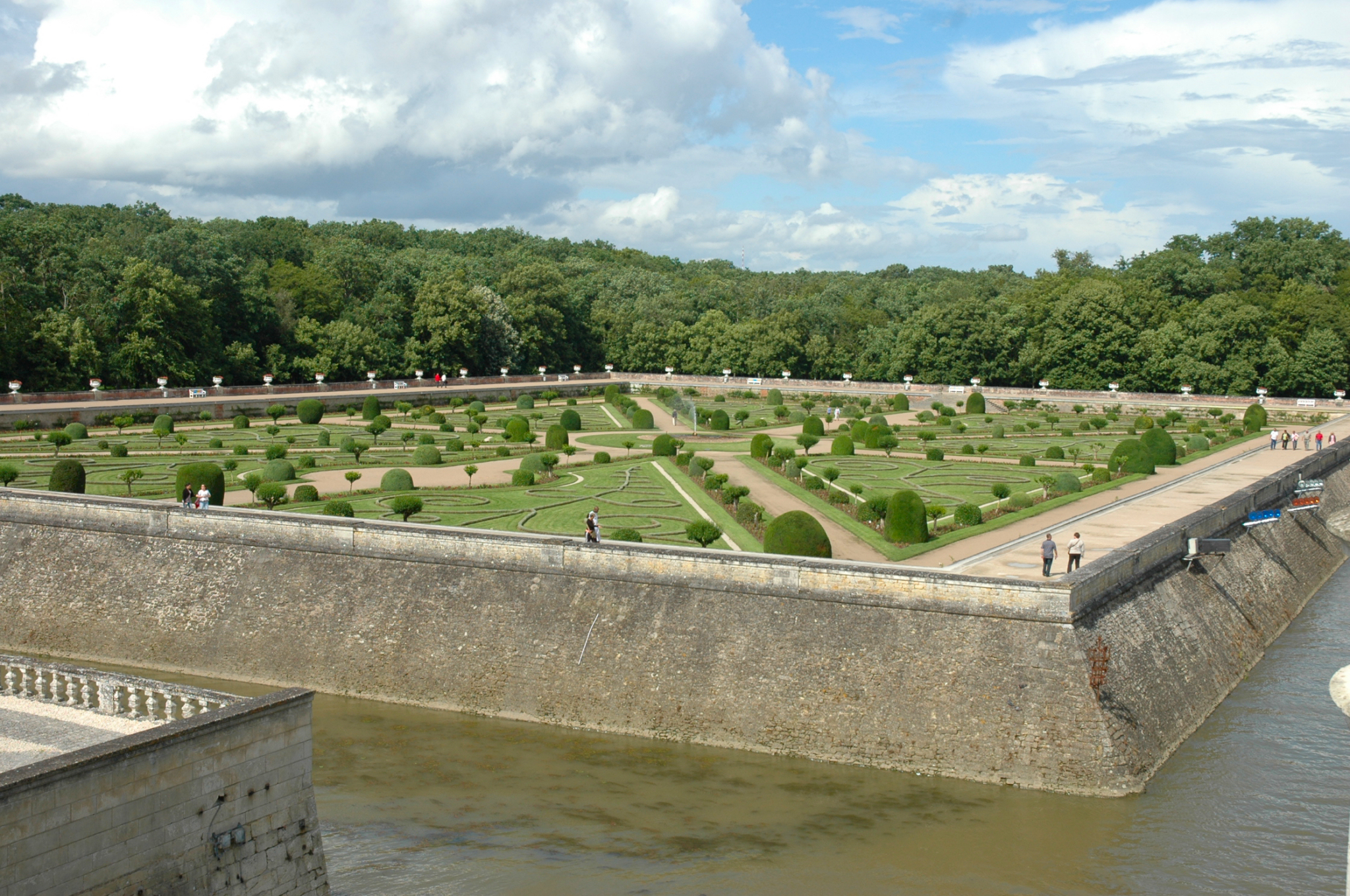
Garten Dianes de Poitiers

Nordöstlich des Logis befindet sich die rechteckige, mehr als 12.000 m² große Terrasse mit dem Garten Dianes de Poitiers. Sie kann über eine steinerne Brücke vom Rasenparterre her betreten werden. Am Eingang des Gartens steht die einstige Kanzlei (französisch Chancellerie) aus dem 16. Jahrhundert, bei der sich auch eine Bootsanlegestelle befindet.
Den Mittelpunkt des Gartens bildet ein Rondell. In seiner Mitte befindet sich eine Wasserfontäne, deren Strahl sechs Meter hoch ist. Schon der französische Architekt Jacques I. Androuet du Cerceau beschrieb diese außergewöhnliche Konstruktion 1576 im ersten Band seines Stichwerks Les plus excellents Bastiments de France. Seinerzeit war sie einmalig in Frankreich. Vom mittigen Rondell führen acht gerade Wege strahlenförmig zu den Ecken und Kanten der Terrasse und unterteilen das Areal dadurch in acht mit Rasen bepflanzte Parterres.
Neben Blumen und Ziergehölzen wie Buchsbaum, Oleander und Lorbeerbäumen sowie Europäische Eiben und Straucheibisch finden sich im Garten Dianes de Poitiers Obstbäume und Haselnusssträucher als Bepflanzung.

#### Garten Katharinas von Medici

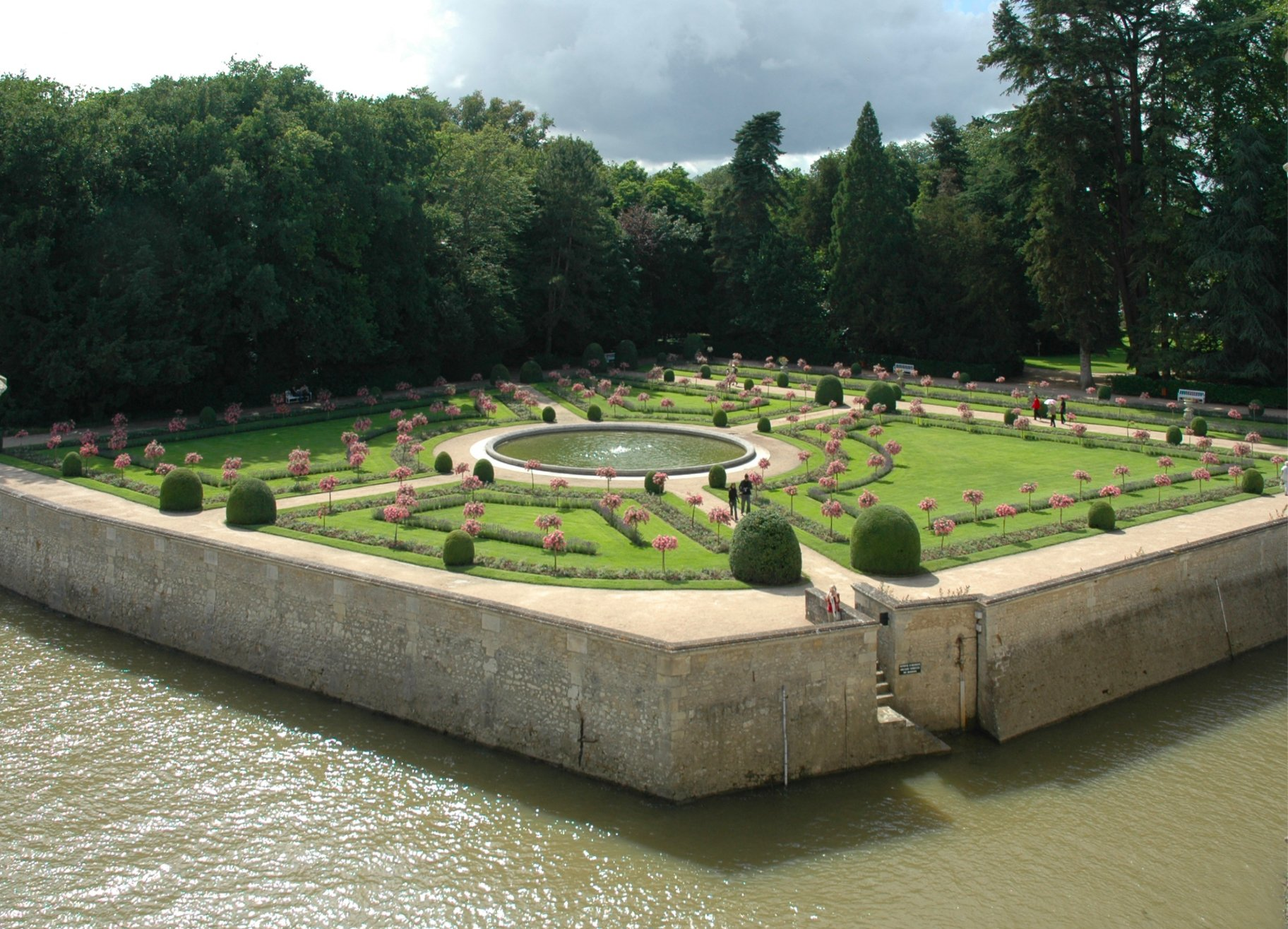
Garten Katharinas von Medici

Der Garten Katharinas von Medici ist der jüngere und kleinere der beiden Schlossgärten von Chenonceau. Er besitzt einen annähernd trapezförmigen Grundriss. In seiner Mitte steht ein kreisrundes, niedriges Wasserbecken mit einem Durchmesser von 15 Metern. Von diesem führen vier gerade Wege fort und unterteilen den Garten auf diese Weise in vier ungleich große Parterres. An seiner Nordwest- und Südwest-Seite ist der Garten umsäumt vom alten Baumbestand des großen Schlossparks.

#### Schlosspark und Grüner Garten
Die Gebäude und Gärten Chenonceaus werden von einem 70 Hektar großen Park umgeben, der mehrheitlich aus Wald besteht. Er erstreckt sich sowohl nördlich als auch südlich des Cher und machte bereits im Mittelalter einen großen Teil der damals zum Schloss gehörigen Domäne aus.
In dem Teil des Parks, der östlich der langen Zugangsallee liegt, befindet sich ein nach Original-Plänen aus der Zeit Katharinas von Medici rekonstruierter Irrgarten aus 2000 Eiben. In direkter Nachbarschaft dazu stehen die acht Karyatiden und Atlanten, die ehemals an der Nordfassade des Logis’ angebracht waren.
An der Nordwestseite des Gartens Katharinas von Medici schließt sich der sogenannte Grüne Garten (französisch Jardin Vert) an. Er wird an seiner Ostseite von den ehemaligen Wirtschaftsgebäuden und im Norden von der Orangerie begrenzt. Der nach Entwürfen Bernard Palissys gestaltete, schlichte Garten besteht aus einer großen Rasenfläche, die mit Bäumen und Sträuchern – unter anderem Japanische Kerrien und Gewürzsträucher – bepflanzt und mit Skulpturen dekoriert ist.

## Heutige Nutzung

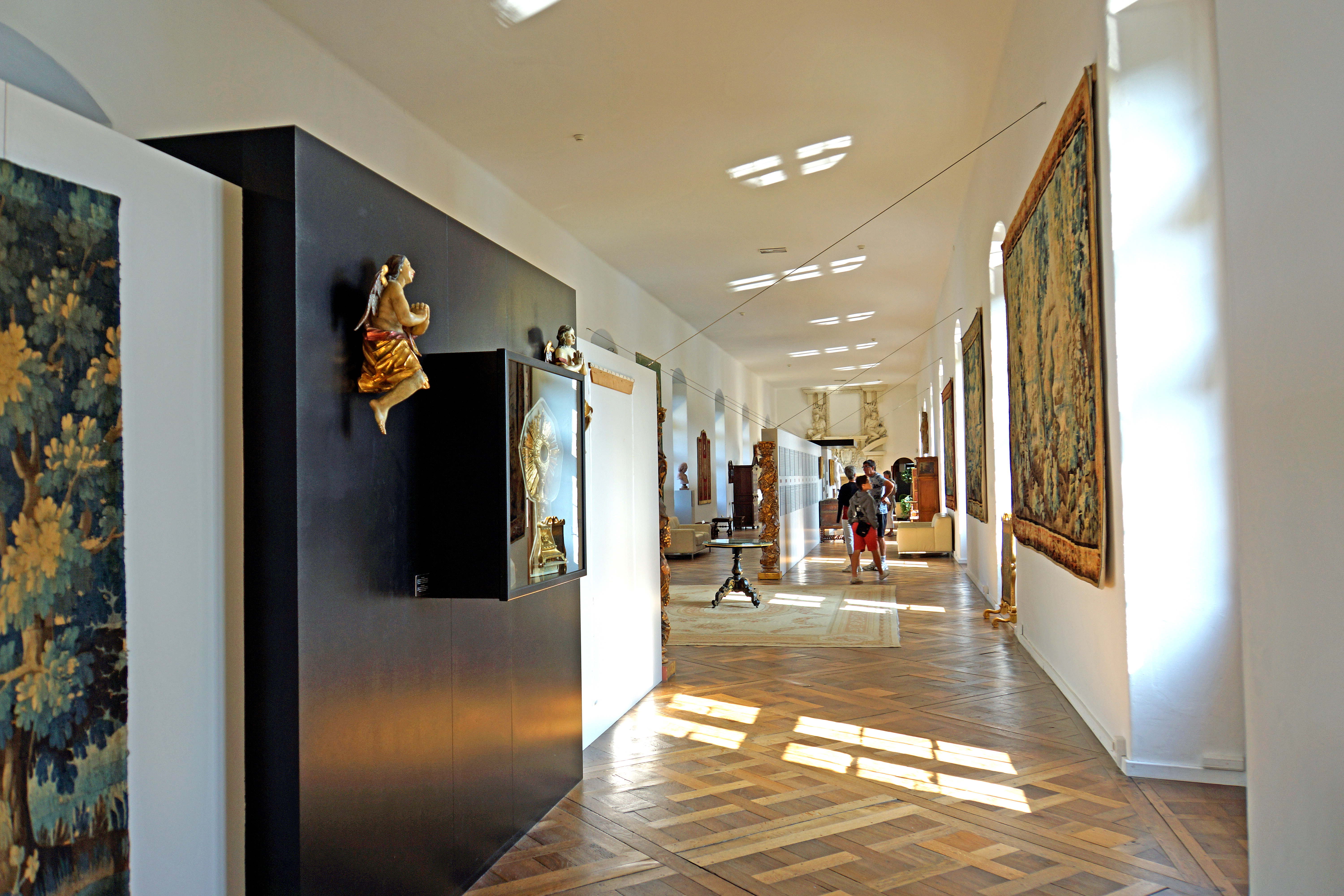
Kunstausstellung in der Galerie

Schloss Chenonceau beheimatet heute zwei Museen und eine Kunstgalerie. Als erstes Museum dient das Logis mit zahlreichen Gemälden alter Meister sowie Mobiliar und Tapisserien aus dem 15. bis 17. Jahrhundert. In einem Teil des Bâtiment de Dômes befindet sich seit Juni 2000 zudem ein Wachsfigurenkabinett, das Galerie des Dames genannt wird. Dort sind 15 bedeutsame Ereignisse mit wichtigen Personen der Schlossgeschichte als Szenen dargestellt. Alle Figuren tragen dabei Kleidung, die nach Original-Dokumenten angefertigt und aus Stoffen geschneidert wurden, die bezüglich Material und Verarbeitung bereits zur Lebzeiten der realen Personen verfügbar waren.
Im ersten Geschoss der Galerie über dem Cher werden seit 1979 während der Sommermonate regelmäßig Ausstellungen zeitgenössischer Kunst gezeigt. Unter den Ausstellern waren schon Künstler wie Bernard Buffet, Miquel Barceló und Zao Wou-Ki.
Das Orangeriegebäude kann für Feiern und Empfänge gemietet werden, während in den einstigen Pferdeställen heute ein Selbstbedienungsrestaurant für die Schlossbesucher angesiedelt ist.
Wie bei vielen anderen Schlössern der Loire findet auf Schloss Chenonceau an Sommerabenden nach Einbruch der Dunkelheit eine Veranstaltung namens Son et Lumière, eine Licht- und Tonschau, statt. Zu Musik von Arcangelo Corelli werden die Gebäude und Gärten mit Scheinwerfern bestrahlt und dabei in buntes Licht getaucht.
Das Bauwerk wurde literarisch in Alfred Anderschs Erzählung Mit dem Chef nach Chenonceaux rezipiert.